# FDP.Die Liberalen
Die FDP.Die Liberalen (FDP Schweiz; französisch PLR.Les Libéraux-Radicaux, italienisch PLR.I Liberali Radicali, rätoromanisch PLD.Ils Liberalsⓘ) ist eine liberale Partei und eine der vier Regierungsparteien der Schweiz. Nach ihrem Wähleranteil ist sie die drittgrösste Partei, sie stellt die zweitgrösste Gruppe im Ständerat und die viertgrösste Fraktion in der Bundesversammlung. Die FDP ist die wählerstärkste politische Kraft der lateinischen Schweiz, und sie stellt die meisten Regierungsräte, Kantonsräte und Gemeinderäte des Landes.
Als liberale Volkspartei möchte die FDP auf breiter gesellschaftlicher Basis politisieren und alle Strömungen des Liberalismus in der Schweiz bündeln. Sie tritt für die höchstmögliche Entscheidungs- und Handlungsfreiheit von Individuen, der Gesellschaft und der Wirtschaft ein, unter Berücksichtigung des Gemeinsinns und des Fortschritts in der Schweiz. Die Partei hält eine freie, wettbewerbsfähige Marktwirtschaft mit hohem technologischem Innovationsgrad und wachsender Digitalisierung für einen zentralen Motor des Wohlstands der ganzen Gesellschaft. Bei Betonung ihrer traditionellen Wirtschaftskompetenz, besonders bei der Förderung des Unternehmertums, definiert die FDP ihre eigenständigen liberalen Standpunkte, Lösungsansätze und Forderungen für sämtliche politischen Themen. Sie will mehr und bessere Arbeitsplätze, stärkeren nationalen Zusammenhalt, gesicherte Sozialwerke sowie einen haushälterisch schlanken und bürgerfreundlichen Staat. Die Partei ist für eine Chancengesellschaft, die ihren Bürgern durch hochqualifizierte duale Bildung, breiten Zugang zur Eigentumsbildung, unbürokratischen und tiefsteuerlichen Entfaltungsraum für Leistungswille, Eigeninitiative und Eigenverantwortung vielfältige Erfolgschancen bietet und auch den Schwächeren der Gesellschaft ein zufriedenes Leben ermöglicht. Durch das Sicherstellen von wirtschaftsfreundlichen Rahmenbedingungen will die FDP in der Schweiz die weltweit besten Löhne ermöglichen und damit die Schweiz generell stärken. Die FDP befürwortet enge bilaterale Verbindungen zur EU auf dem Fundament der Souveränität der Schweiz.
Die FDP.Die Liberalen entstand 2009 durch die Fusion der Freisinnig-Demokratischen Partei (FDP) und der Liberalen Partei der Schweiz (LPS). Ihr Motto «Das liberale Original – seit 1848» soll ausdrücken, dass sie zusammen mit ihren liberalen Vorgängerbewegungen das politische Leben des Landes seit der Gründung des Schweizer Bundesstaats (1848) mitprägt. Sie ist seither ununterbrochen in der Landesregierung beteiligt, gegenwärtig mit zwei Bundesräten.
Parteipräsident ist der 1975 geborene Ständerat und Jurist Thierry Burkart aus Baden im Kanton Aargau. Er trat an der FDP-Delegiertenversammlung vom 2. Oktober 2021 als einziger Kandidat zur Nachfolgewahl für Petra Gössi an.

## Parteiprogramm

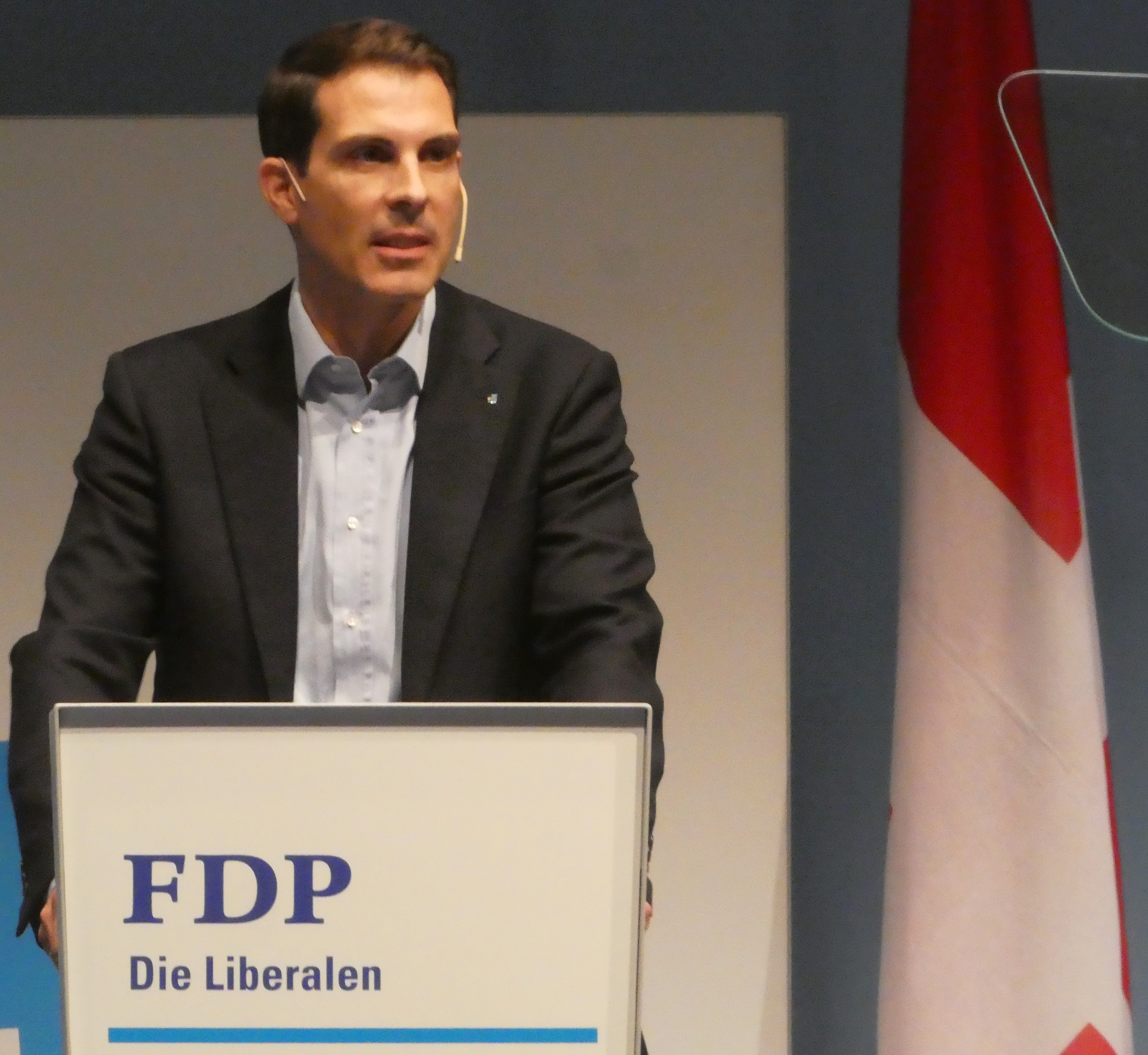
Präsidiale Antrittsrede von Thierry Burkart, 2021

Die Ziele der FDP.Die Liberalen basieren vor allem auf ihren liberalen Grundwerten: Freiheit, Gemeinsinn und Fortschritt.
Die Partei ist der Meinung, dass eine freiheitliche Gesellschafts- und Wirtschaftsordnung mehr Wohlfahrt und Prosperität sowie mehr wirtschaftliche und soziale Stabilität garantiert als ein Staat mit starker Umverteilung und Regulierung. Statt Verbote und bürokratische Einschränkungen sollen Selbstverantwortung und Wettbewerb, zum Teil auch wirtschaftliche Lenkungsanreize, das Handeln der Einzelnen regulieren. Die FDP will erreichen, dass Eigeninitiative, Leistungswille und Engagement sich mehr lohnen und dass die Menschen nicht durch Bevormundung in Gleichgültigkeit gedrängt werden. Die FDP unterstützt den breiten Zugang zur Eigentumsbildung; insbesondere junge Menschen sollen zu Unternehmensgründungen ermutigt werden. Sie will die kleinen und mittleren Unternehmen (KMU) als Rückgrat des wirtschaftlichen «Erfolgsmodells Schweiz» vermehrt stärken. Die Vorteile der modernen Digitalisierung sollen in der Wirtschaft und Gesellschaft überall genutzt werden können.
Die FDP tritt für «urliberale Werte» ein, darunter versteht sie: individuelle Freiheitsrechte, die Gesellschaft zusammenhaltender Gemeinsinn, Wohlstand bringender technisch-innovativer Fortschritt, Respekt und Toleranz unterschiedlicher Meinungen, Lebensformen und Identitäten, freies Unternehmertum, soziale Verantwortung, Solidarität, Chancengleichheit, Gerechtigkeit, Rechtsstaatlichkeit, Souveränität, Föderalismus. Sie befürwortet eine breite Bürgerbeteiligung an der direkten Demokratie und das Milizsystem (nebenberufliche Ausübung öffentlicher Aufgaben, u. a. in den Parlamenten oder beim Militär) als zentrale Säulen der bürgernahen Gemeinschaft der Schweiz.
Den Bürgern will die FDP möglichst viel persönliche Freiheit, Entfaltungsmöglichkeit, Selbstbestimmung und damit verbundene Selbstverantwortung überlassen. Dies in einer offenen Chancengesellschaft, die ihnen durch hochmotivierende Rahmenbedingungen vielfältige Erfolgschancen bietet und auch den Schwächeren ein zufriedenes Leben ermöglicht. Der Staat soll nur Aufgaben übernehmen, welche die Bürger einzeln nicht erfüllen können (Subsidiaritätsprinzip). Die FDP fordert einen seine Kernaufgaben erfüllenden starken, aber im Finanzhaushalt schlanken Staat (niedrige Staatsquote) gemäss einem früheren FDP-Motto: «Mehr Freiheit und Selbstverantwortung – weniger Staat». Überregulierungen (unnötige Gesetze, Verordnungen, Vorschriften, Verbote) sollen eliminiert bzw. verhindert werden. Eine beschleunigte Digitalisierung soll auch in der Verwaltung mithelfen, Bürokratie abzubauen, Zeit und Aufwand zu sparen sowie den Bürgern und den Unternehmern noch mehr Freiheit und Wirtschaftlichkeit zu ermöglichen.
Die FDP befürwortet eine freie Marktwirtschaft mit hohem technologischem Innovationsgrad und wachsender Digitalisierung, sie hält diese für einen zentralen Motor, um Wohlstand für die ganze Gesellschaft zu schaffen. Sie ist für möglichst geringe Besteuerung der Unternehmen, um deren Investitionskapazität und Innovationskraft zu erhöhen, also mehr und bessere Arbeitsplätze zu ermöglichen. Dies bringt nach Meinung der FDP mehr gesamtes Steuervolumen und Wirtschaftswachstum als staatliche Investitionen, die aus höherer Firmenbesteuerung finanziert würden. Wachstum wird dabei als natürliches Bestreben und Gradmesser von Erfolg und Entwicklung angesehen, nicht als Zwang. Die finanzpolitischen Herausforderungen (z. B. Frankenstärke) sollen mit kostensenkenden Strukturreformen anstatt staatlich subventionierten Konjunkturprogrammen und den Standort schädigenden Regulierungen bekämpft werden, um die Wettbewerbsfähigkeit der Schweizer Firmen zu stützen, die Abwanderung der Industrie zu verhindern sowie Arbeitsplätze zu sichern und zu schaffen. Der Staat soll möglichst wenig in die Marktmechanismen eingreifen, um die Spitzenposition des Finanz- und Wirtschaftsplatzes Schweiz zu bewahren (2021: Welterster in Wettbewerbsfähigkeit, Europaerster in Innovation).
Die Partei hält steuerliche Anreize grundsätzlich für ein besseres wirtschaftliches Lenkungsmittel als staatliche Subventionen. Direktzahlungen an die Bauern dürfen nur noch im gesamtgesellschaftlichen Interesse erfolgen, die Wettbewerbsfähigkeit soll auch in der Landwirtschaft erhöht werden. Die FDP will das Steuersystem vereinfachen, um den Bürgern und den Unternehmen Bürokratie und Aufwand zu ersparen (z. B. Easy Swiss Tax oder ein einheitlicher Mehrwertsteuersatz). Sie befürwortet möglichst tiefe Steuern auch für die Einzelnen, um ihre Kaufkraft zu stärken und die Volkswirtschaft dadurch zu stimulieren. Mit einer vom Zivilstand unabhängigen Besteuerung soll erreicht werden, dass weder verheiratete Paare noch andere Lebensformen steuerrechtlich benachteiligt werden. Die Partei hält den direktdemokratischen Steuerwettbewerb (Steuersouveränität) der Kantone für einen wichtigen Beitrag zum «Erfolgsmodell Schweiz».
Die Hauptziele der FDP-Energiepolitik sind die Sicherung einer steten Energieversorgung, Technologieneutralität (kein Verbot von Energiearten), Schutz der Menschen und des Klimas bei der Energieerzeugung, die Erhöhung der Energieeffizienz von Geräten und Gebäuden sowie günstige und wettbewerbsfähige Energiepreise. Die Partei will vor allem Energiequellen und deren Erforschung/Entwicklung fördern, welche kein CO2 generieren. Die Nutzung der erneuerbaren Energiequellen, insbesondere der Sonnenstrahlung (Photovoltaik), soll beschleunigt und weitgehend entbürokratisiert werden. Die FDP befürwortet eine volle Strommarktliberalisierung in der Schweiz. Mit Marktinstrumenten (statt Subventionen oder Verboten) will sie eine weitgehend CO2-neutrale inländische Stromproduktion fördern und diese mit dem europäischen Strommarkt vollständig vernetzen, um die Energiesicherheit und Netzstabilität in der Schweiz auch in Krisenzeiten zu garantieren. Eine Stromlücke soll vorausschauend, wenn immer möglich mit CO2-freien einheimischen Notenergieanlagen, verhindert werden. Die FDP unterstützt den Ausstieg aus der heutigen Atomtechnologie. Veraltete Kernkraftwerke sollten nur durch noch sicherere und effizientere Atomenergieanlagen einer neuen Technologie-Generation (mit Kernspaltung oder Kernfusion) ersetzt werden. Die Partei lehnt aber ein Kernreaktor-Forschungsverbot dezidiert ab. Die Laufzeit der bestehenden CO2-freien und somit klimaneutralen Atomkraftwerke soll vom Strombedarf des Landes und von der Funktionstüchtigkeit der AKW bestimmt und nicht durch Ideologien beschränkt werden.
Die Umwelt als zentrale Lebensgrundlage aller Generationen soll primär durch technisch-innovative Lösungen statt bürokratische Schranken geschützt werden: Fortschrittliche Technologien sollen verantwortungsbewusstes Handeln ohne Einschränkung der Freiheit ermöglichen. Dies benötigt laut FDP Technologieneutralität, freien Ideenwettbewerb in Forschung/Entwicklung und funktionierende Märkte – also Freiheit statt Bürokratie. Im Kern der FDP-Umweltpolitik stehen Investitionen fördernde Rahmenbedingungen, dank denen innovative Technologien zugleich die Ökologie schützen und die Ökonomie stärken – Synergie statt Konkurrenz (z. B. wachsende und neue Industriezweige für zukunftsträchtige Umweltschutztechniken). Die Mehrheit der Freisinnig-Liberalen betrachtet eine umweltfreundlichere Lebensweise insofern als Chance für Wirtschaft und Gesellschaft.
Die FDP baut dabei vor allem auf die Innovationskraft und Eigenverantwortung der Bürger und Unternehmen. Anstatt den Wohlstand bremsender Regulierungen und Verbote fordert die Partei transparente Infos und geeignete Infrastrukturen, um mehr eigenverantwortliches Handeln zur CO2-Reduktion zu ermöglichen (weniger Verbrauch von fossilen Energieträgern, Begünstigung von CO2-armer Mobilität oder mehr CO2 einsparende Gebäudesanierungen). Wo die Folgen des eigenen Handelns jedoch noch nicht direkt ersichtlich sind, befürwortet die FDP summarisch belastungsneutrale (kostenneutrale), auf dem Verursacherprinzip (Kostenwahrheit) basierende Lenkungen (Beeinflussung des Verhaltens durch Anreize) als ausgesprochen liberale Instrumente, z. B. steuerliche Differenzierung nach ökologischen Faktoren, CO2-Grenzwerte, Emissionszertifikats-Handel oder voll zurückerstattete Lenkungsabgaben.
Die FDP unterstützt das Pariser Klimaabkommen und möchte bis 2050 in der Schweiz die «Netto-Null» für die atmosphärische CO2-Emission erreichen. Für die «Netto-Null» (null Netto-Emission) muss nicht jeglicher CO2-Ausstoss auf Null gesenkt werden, nur die Differenz der CO2-Ausstösse (Brutto-Emission) und der CO2-Eliminierungen (Negativ-Emission). Bei «Netto-Null» steigt also der CO2-Gehalt der Luft nicht weiter, somit wird die vom Treibhauseffekt verursachte Erderwärmung abgebremst und der Klimawandel gestoppt. Zum Erreichen dieses Klimaziels befürwortet die FDP nicht bloss CO2-Einsparungen (weniger Ausstoss durch neue technische Lösungen oder durch steuerliche Anreize z. B. zur Benützung von E-Mobilität und erneuerbaren Energiequellen), sondern auch die aktive Entfernung von CO2 aus der Luft (Negativemissions-Techniken). Die Infrastruktur von Strassen- und Schienenverkehr bzw. von Individualverkehr und öffentlichem Verkehr soll parallel und nach dem Verursacherprinzip ohne zweckentfremdete Quersubventionierung weiterentwickelt werden. Energiesparende Baumassnahmen sollen durch ein entbürokratisiertes Baurecht erleichtert werden.
Die FDP befürwortet einen liberalen Arbeitsmarkt, den keine starren, zentralen Vorschriften regulieren, sondern die Sozialpartnerschaft von Arbeitgeber und Arbeitnehmer (z. B. bei Löhnen) zugunsten von beiden Partnern (z. B. Arbeitsplatz). Lohngleichheit zwischen Mann und Frau soll Realität werden. Ziel ist auch die grösstmögliche Annäherung an die Vollbeschäftigung. Die FDP tritt für mehr individuelle Wahlfreiheit in allen Bereichen des gesellschaftlichen Lebens ein und fordert flexible Wahlmöglichkeiten insbesondere in Bildung, Arbeit und Familienbetreuung, damit Eltern ihr Familien- und Berufsleben vereinbaren können.
Die Partei fordert die Sicherung der Sozialwerke durch liberale Strukturreformen, vor allem die Verhinderung eines AHV-«Rentenkollapses» infolge der steigenden Lebenserwartung. Sie will dies nicht mit konjunkturdämpfender Lohnprozent-Erhöhung erreichen, sondern mittels Flexibilisierung und schrittweiser Erhöhung des Rentenalters (siehe Renteninitiative der Jungfreisinnigen Schweiz) sowie mit Abschaffung der Quersubventionen und mit nachhaltiger Finanzierung. Die FDP fordert darüber hinaus eine Modernisierung des bestehenden 3-Säulensystems in der Altersvorsorge.
Die Kostenstabilisierung im Gesundheitssystem soll ohne Einheitskrankenkasse durch stärkeren Wettbewerb, Preis-Leistungs-Fokussierung sowie Wahlfreiheit und Transparenz bei den Leistungen erreicht werden. Die Solidarität der Generationen darf weder vernachlässigt noch überstrapaziert werden. Die Mottos der FDP zur sozialen Sicherheit lauten: «Solidarität wo nötig» und «Selbstverantwortung wo möglich». Die Partei kämpft für den Abbau von Haushaltsschulden und Haushaltsdefizit, auf ihren Vorschlag wurde eine Schuldenbremse für den Bundeshaushalt eingeführt. Sie ist ausserdem für eine effektive Bekämpfung des Sozialmissbrauchs.
Die FDP betrachtet die menschlichen Ressourcen als wichtigste «Rohstoffe» der Schweiz. Als Zukunftsinvestition in die Chancengesellschaft will sie deshalb eine hochqualifizierte, leistungsorientierte Ausbildung auf allen Stufen fördern. Die FDP will das weltweit einzigartige duale Bildungssystem (durchlässige Berufsbildungswege) weiter stärken. Zur Minderung des Fachkräftemangels sollen mehr Schweizer Spezialisten ausgebildet werden (Fachkräfteinitiative), und ein flexibles Rentenalter soll ein längeres Berufsleben ermöglichen. Zudem fordert die Partei den vollen steuerlichen Abzug von Weiterbildungskosten. Die Vertiefung der digitalen Kompetenz von Fachkräften und der ganzen Bevölkerung soll durch verstärkte, breitflächige digitale Bildung gefördert und beschleunigt werden.
Die Partei will die Souveränität, die bewaffnete Neutralität, die direkte Demokratie, den Föderalismus und die Steuersouveränität der Schweiz stützen. Die Sicherheit des Landes und seiner Bürger soll durch eine gut ausgebildete, starke Milizarmee mit Rückgrat einer High-Tech-Luftwaffe garantiert werden. Dafür will die FDP die Armee mit zusätzlichen Mittel ausstatten. Die FDP ist für eine aktive, friedensfördernde Aussenpolitik, welche auch die Sicherheit der Schweiz erhöht und die Entstehung von Flüchtlingsströmen verhindert. Bei Ablehnung einer Gesinnungsneutralität will sie mit politischen und wirtschaftlichen Mitteln die Freiheit, die Demokratie und das Recht zur Selbstverteidigung anderer Rechtsstaaten unterstützen.
Die Freisinnig-Liberalen sind für eine weltoffene Schweiz, welche die Chancen der Globalisierung für sich nutzt. Sie befürworten die enge Zusammenarbeit mit der EU durch bilaterale Verträge als bestmögliche Option für die Schweiz und lehnen einen EU-Beitritt sowie jegliche automatische Übernahme von EU-Recht ab. In diesem Rahmen soll auch die Einschränkung der Personenfreizügigkeit mit limitierter Einwanderung von integrationsfähigen Erwerbstätigen gemäss Volkswille umgesetzt werden, u. a. durch einen berufs- und kantonsspezifischen Inländervorrang, der auf Initiative der FDP eingeführt wurde.
Die FDP verlangt eine klare, wirksamere Regelung (Forderung und Förderung) für die Integration von Menschen mit Migrationshintergrund. Sie drängt auf konsequente Anwendung von geltenden Gesetzen bei Missbrauch des Gastrechts; im Parlament brachte sie ein neues, griffiges, völkerrechtskonformes Ausschaffungsgesetz gegen kriminelle Ausländer durch. Sie fordert eine stärkere Begrenzung von Immigration und Familiennachzug aus Drittstaaten und die Verhinderung von «Sozialtourismus». Auch im Asylwesen sollen die bestehenden Gesetze strikt eingehalten und die Entscheide über Asylgewährung bzw. Rückweisung beschleunigt werden. Ihr Motto zur Migrationspolitik ist: «Hart, aber fair».

## Organisation

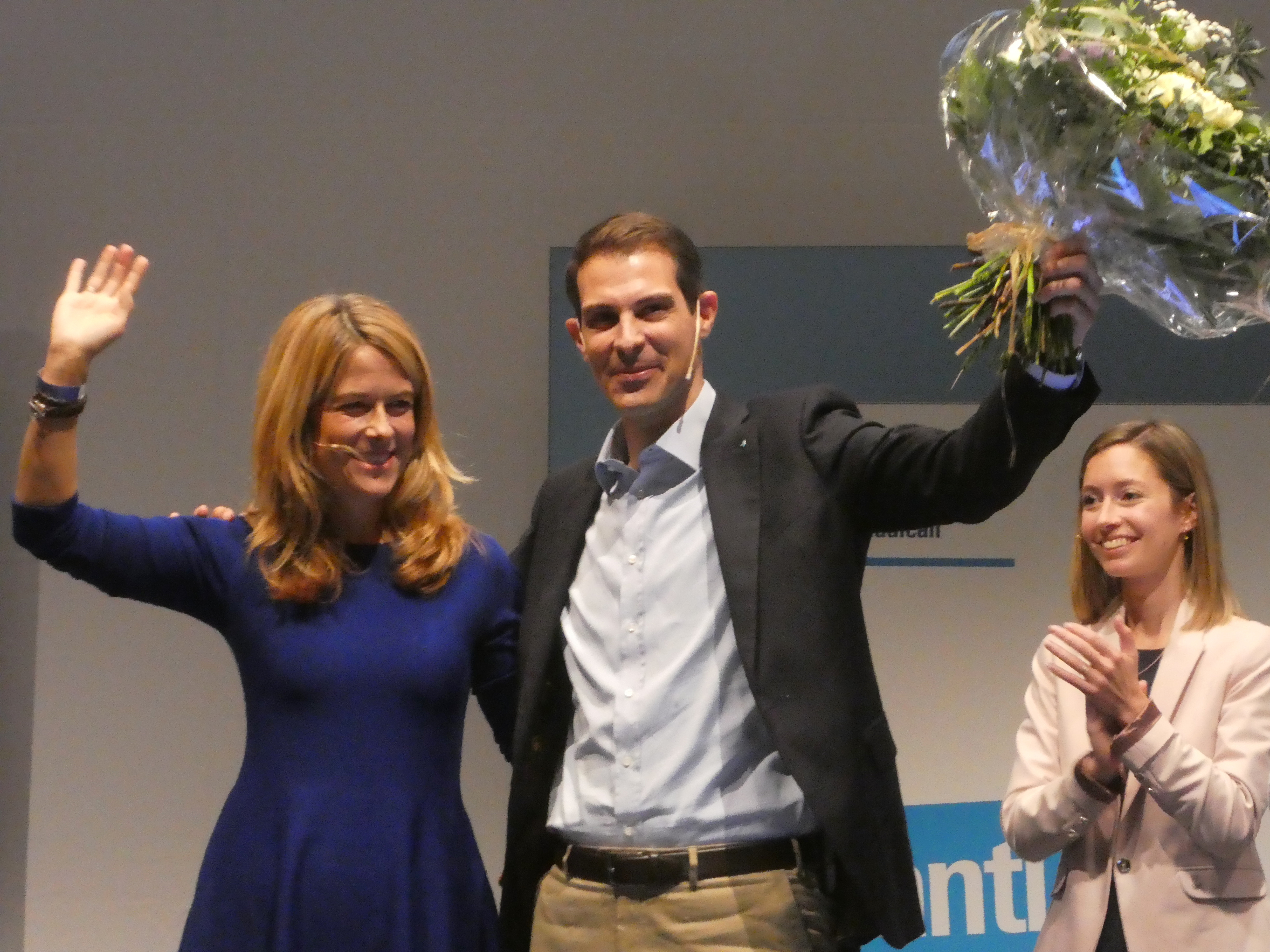
Thierry Burkart übernimmt von Petra Gössi das Parteipräsidium, 2021

In den Kantonen Genf, Neuenburg, Solothurn, Tessin und Waadt sowie in der gesamten französisch- und italienischsprachigen Schweiz bildet die FDP.Die Liberalen mit 20 bis 35 % der Wählerstimmen die stärkste politische Kraft. Von allen Parteien stellt sie die meisten Mitglieder der Kantonsregierungen (Regierungsräte, Staatsräte) sowie Abgeordneten der Kantonsparlamente (Grossräte, Landräte, Kantonsräte), siehe Infobox oben. Ausserdem zählt die FDP in den Gemeinden mit mehr als 10'000 Einwohnern 1112 Gemeindeparlamentarier (Legislative, 23,3 %) und 274 Gemeinderäte (Exekutive, 28,7 %).
Sämtliche Organisationen und Mandatsträger der früheren Freisinnig-Demokratischen Partei und der Liberalen Partei wurden bei ihrer Fusion auf Bundesebene (2009) in die FDP.Die Liberalen integriert. Demnach fusionierten sieben der acht LPS-Kantonalparteien mit ihren freisinnigen Schwesterparteien. Einzig die FDP Basel-Stadt und die Liberal-Demokratische Partei (Basel) blieben voneinander organisatorisch unabhängig, sie bilden aber traditionsgemäss bei den nationalen und den kantonalen Wahlen eine Listenverbindung. Somit hat die FDP Schweiz gegenwärtig 27 kantonale Sektionen (Kantonalparteien).

### Mitgliederzahlen
Die FDP hat gemäss eigenen Angaben 120'000 Mitglieder, womit sie die mitgliederstärkste Partei der Schweiz wäre. Gegenüber dem Online-Magazin Republik konnte das Generalsekretariat der FDP diese Zahl im Jahr 2019 jedoch nicht bestätigen, da die Informationen bei den Kantonal- und den Ortsparteien lägen. Die Republik kam bei ihren eigenen Recherchen auf eine Zahl von maximal 90'000 Mitgliedern. Bereits im Jahr 2001 schätzte der Politikwissenschaftler Andreas Ladner von der Universität Lausanne die Mitgliederzahl auf 87'000 bis 100'000, entgegen der damals schon von der Partei genannten Zahl von 120'000 Mitgliedern.

### Parteiorgane
- FDP-Liberale Fraktion der Bundesversammlung: amtierende Bundesräte, Nationalräte, Ständeräte und allenfalls der amtierende Bundeskanzler der FDP. Die Fraktion ist in ihren Entscheidungen autonom von den anderen Parteiorganen, sie stützt sich jedoch auf die Ziele und Programme der Partei.

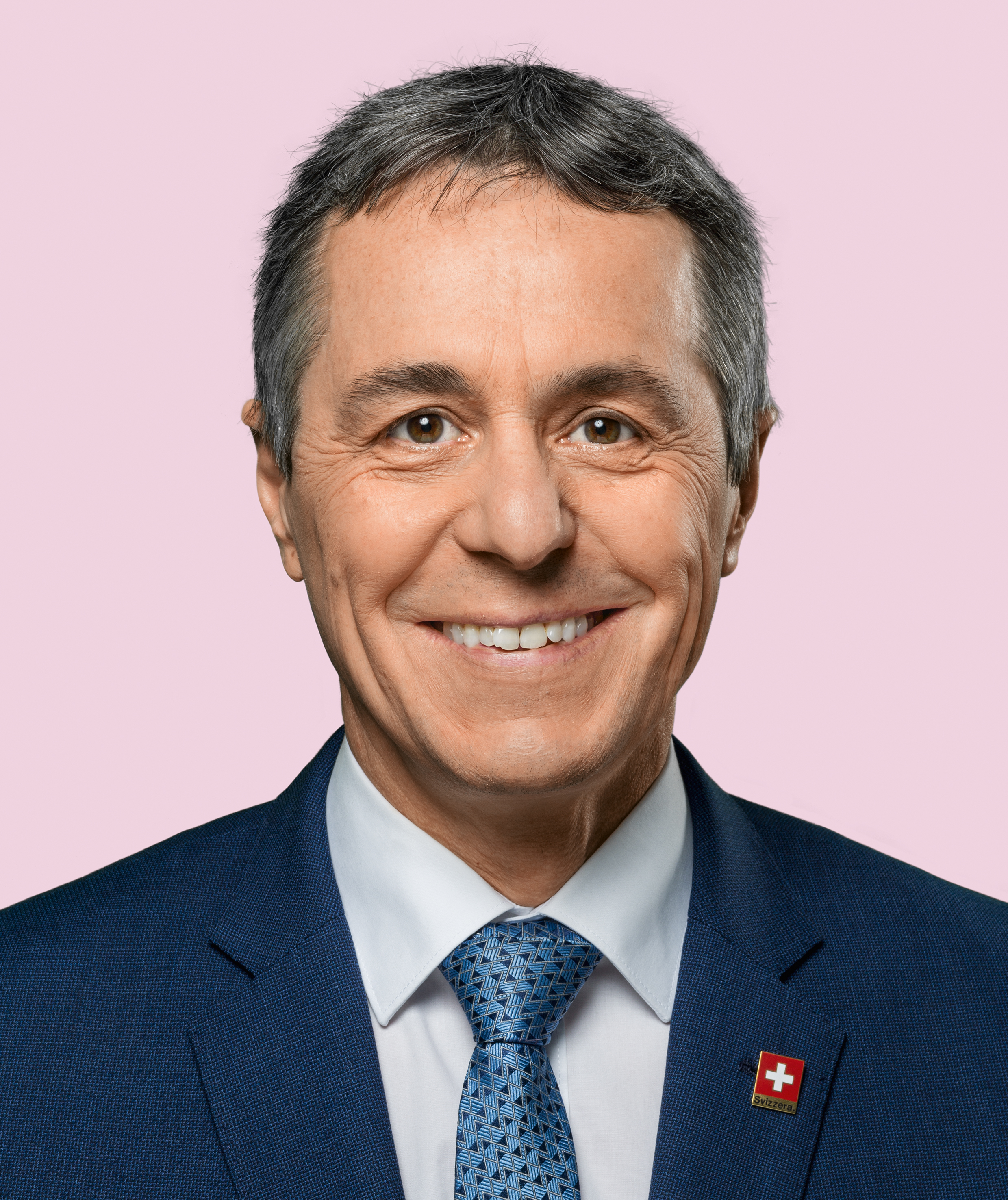
Bundesrat Ignazio Cassis
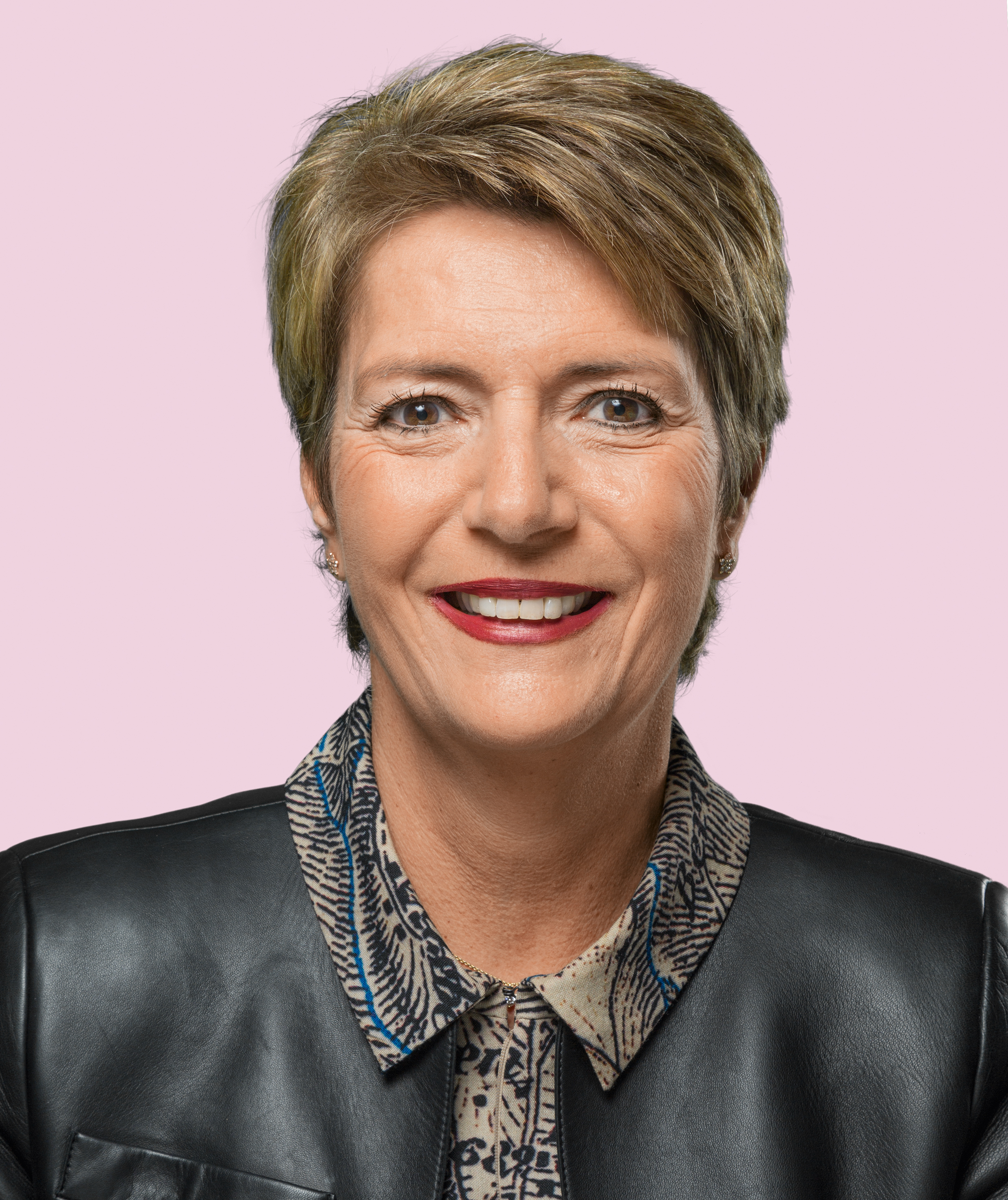
Bundesrätin Karin Keller-Sutter
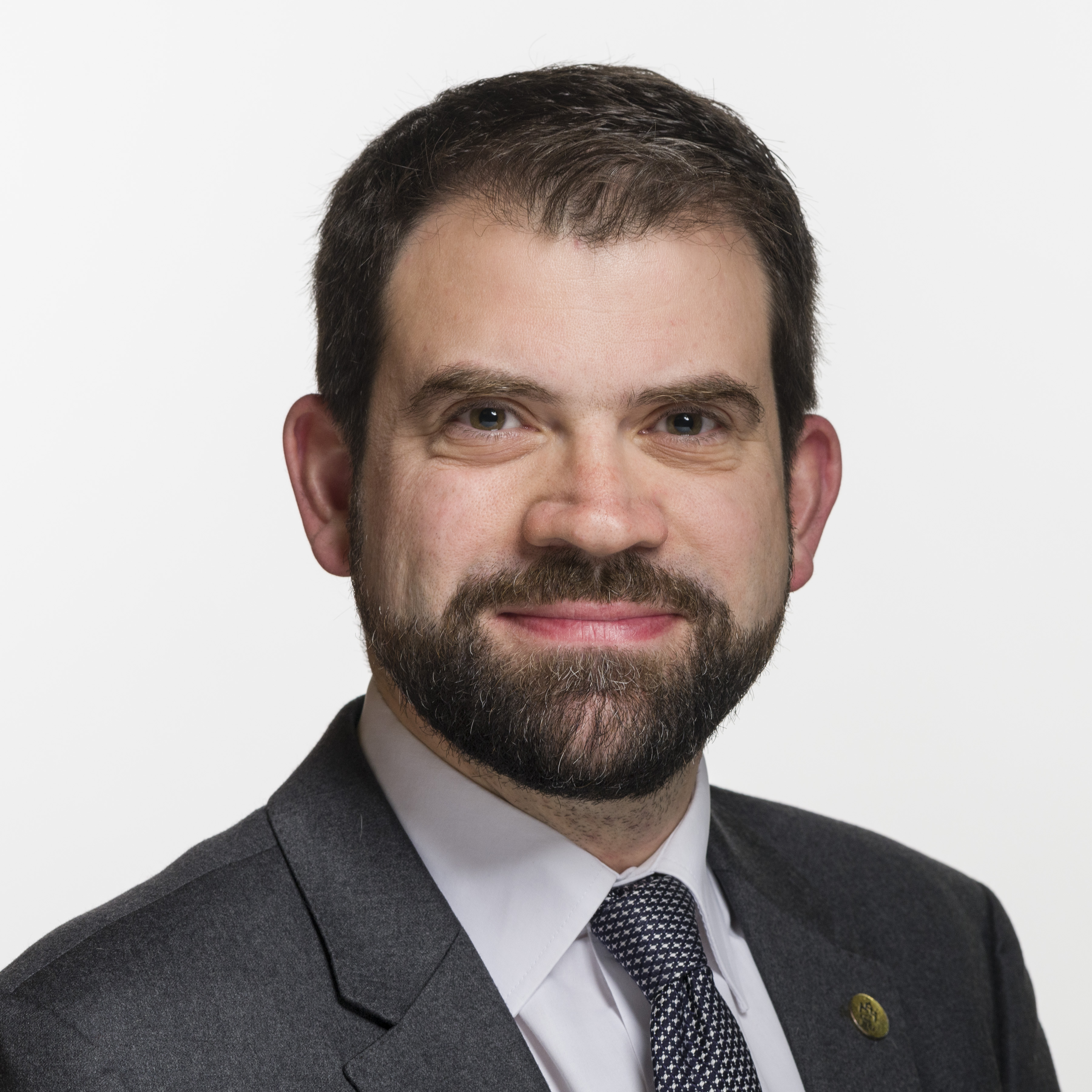
Damien Cottier NR/NE, Fraktionspräsident

- Parteipräsidium: der Präsident und die Vizepräsidenten der FDP.Die Liberalen Schweiz.
- Parteivorstand: Präsident und Vizepräsidenten der FDP Schweiz, Präsident und Vizepräsidenten der FDP-Fraktion der Bundesversammlung, Generalsekretär, Präsidentin der FDP-Frauen Schweiz, Präsident der Jungfreisinnigen Schweiz, Präsident FDP Service Publik, Präsident FDP International. Um auf aktuelle Fragen besser zu reagieren, organisieren sich die Vorstandsmitglieder auch in verschiedenen Fachausschüssen.
- Präsidentenkonferenz (PPK): Kantonalparteipräsidenten, Parteivorstand, FDP-Bundesräte, Präsident der FDP Schweiz International. Die PPK hat Vorschlagsrecht bei den Entscheidungen der Delegiertenversammlung und entscheidet eigenständig in statutenmässig an sie übertragenen Fragen.

Weitere Organe sind die Delegiertenversammlung (Parteiparlament), Kontrollstelle, Schiedskommission sowie Fachkommissionen (siehe Statuten).

## Regierung

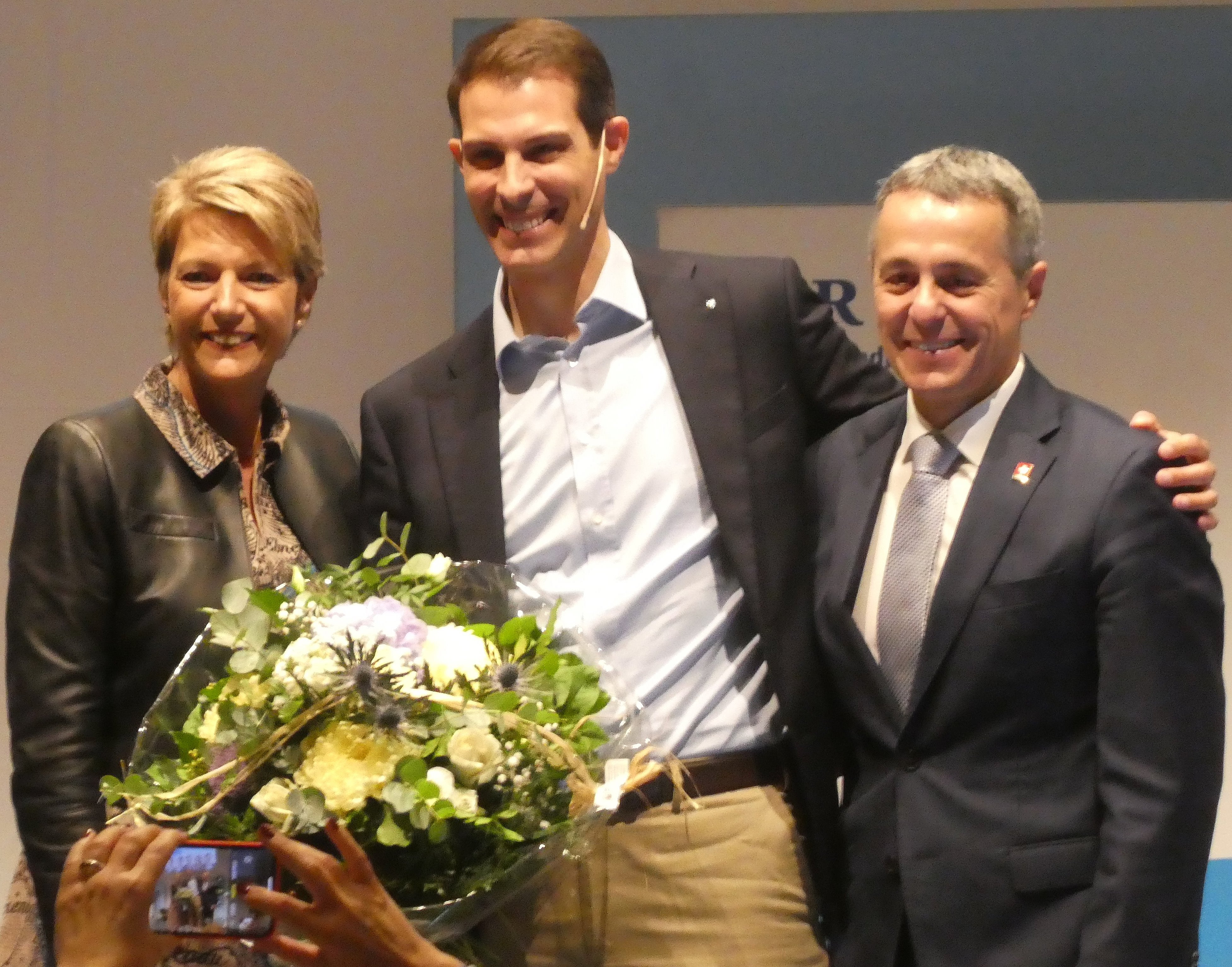
Die FDP-Bundesräte Karin Keller-Sutter und Ignazio Cassis mit Thierry Burkart (Bildmitte), 2021

Im Bundesrat, in der nationalen Regierung der Schweiz, ist die freisinnig-liberale Bewegung seit 1848 ununterbrochen vertreten und ist damit die am längsten vertretene Regierungspartei weltweit. Die Partei FDP.Die Liberalen stellt gegenwärtig zwei der insgesamt sieben Bundesräte:
- Ignazio Cassis, seit 2017 Vorsteher des Eidgenössischen Departementes für auswärtige Angelegenheiten (EDA); 2022 Bundespräsident
- Karin Keller-Sutter, seit 2019 Bundesrätin, seit 2023 Vorsteherin des Eidgenössischen Finanzdepartements (EFD)

Die freisinnig-liberale Bewegung prägte in der zweiten Hälfte des 19. Jahrhunderts durch ihre damalige Machtfülle die Schweiz massgeblich. Zwischen 1848 und 1891 gehörten ihr alle Mitglieder des Bundesrates an; danach wurden auch die Katholisch-Konservativen in die Landesregierung eingebunden. Die FDP, die 1894 aus der Vereinigung des Freisinns und der Demokraten hervorging, bildete seither Koalitionsregierungen mit anderen Parteien und regierte mit ihnen in Konkordanz, aber sie war dabei bis 1943 im Bundesrat überproportional mit fünf bzw. vier Mitgliedern vertreten. Auch die FDP.Die Liberalen versteht sich selbst, insbesondere durch ihre Fusion, weiterhin als staatstragend, auch deshalb, weil viele Beamte des öffentlichen Dienstes dieser Partei angehören.
Bis heute stellten die Partei sowie ihre freisinnigen und liberalen Vorgängerbewegungen insgesamt 70 Bundesräte und 2 Bundesrätinnen und somit etwa eineinhalb Mal so viele Regierungsmitglieder wie die anderen Parteien der Schweiz insgesamt (42 Bundesräte und 8 Bundesrätinnen).

## Parlamentspräsidium
Präsident oder Leitungsmitglied einer Kammer der Schweizerischen Bundesversammlung aus der FDP.Die Liberalen:
Thomas Hefti, Ständeratspräsident 2021/22
Andrea Caroni, Stimmenzähler des Ständerates 2021/23
Frühere Ratspräsidentinnen aus der FDP, die auch gegenwärtig Mitglieder der Bundesversammlung sind:
Isabelle Moret, Nationalratspräsidentin 2019/20
Christa Markwalder, Nationalratspräsidentin 2015/16

## Kantonale Sektionen
Zu folgenden FDP-Kantonalparteien gibt es separate Artikel auf Wikipedia:
- AG: FDP.Die Liberalen Aargau
- BL: FDP Baselland
- BE: FDP Kanton Bern
- BS: FDP Basel-Stadt und LDP Basel-Stadt
- LU: FDP.Die Liberalen Luzern
- SO: FDP Kanton Solothurn
- ZH: FDP Kanton Zürich

## Parteigeschichte
Siehe auch: FDP-Geschichte und LPS-Geschichte
| Wahl- jahr                                                                 | Wähler- anteil | Nationalrat | Ständerat |
| -------------------------------------------------------------------------- | -------------- | ----------- | --------- |
| 1919                                                                       | 32,5 %         | 70/189      | 25/44     |
| 1922                                                                       | 32,3 %         | 70/198      | 24/44     |
| 1925                                                                       | 30,8 %         | 67/198      | 22/44     |
| 1928                                                                       | 30,3 %         | 64/198      | 21/44     |
| 1931                                                                       | 29,8 %         | 58/187      | 20/44     |
| 1935                                                                       | 27,1 %         | 54/187      | 17/44     |
| 1939                                                                       | 22,4 % 1       | 55/187      | 16/44     |
| 1943                                                                       | 25,7 %         | 55/194      | 14/44     |
| 1947                                                                       | 26,1 %         | 59/194      | 13/44     |
| 1951                                                                       | 26,6 %         | 56/196      | 15/44     |
| 1955                                                                       | 25,5 %         | 55/196      | 15/44     |
| 1959                                                                       | 26,0 %         | 56/196      | 16/44     |
| 1963                                                                       | 26,2 %         | 57/200      | 16/44     |
| 1967                                                                       | 25,5 %         | 55/200      | 17/44     |
| 1971                                                                       | 24,0 %         | 55/200      | 15/44     |
| 1975                                                                       | 24,7 %         | 53/200      | 16/44     |
| 1979                                                                       | 26,8 %         | 59/200      | 14/46     |
| 1983                                                                       | 26,2 %         | 62/200      | 17/46     |
| 1987                                                                       | 25,7 %         | 60/200      | 17/46     |
| 1991                                                                       | 24,0 %         | 54/200      | 21/46     |
| 1995                                                                       | 23,0 %         | 52/200      | 19/46     |
| 1999                                                                       | 22,2 %         | 49/200      | 18/46     |
| 2003                                                                       | 19,5 %         | 40/200      | 14/46     |
| 2007                                                                       | 17,6 %         | 35/200      | 12/46     |
| 2011 2                                                                     | 15,1 %         | 30/200      | 11/46     |
| 2015 2                                                                     | 16,4 %         | 33/200      | 13/46     |
| 2019 2                                                                     | 15,1 %         | 29/200      | 12/46     |
| 2023 2                                                                     | 14,3 %         | 28/200      | 11/46     |
| 1 Aussagekraft begrenzt, da stille Wahl in 9 Kantonen. 2 FDP.Die Liberalen |                |             |           |

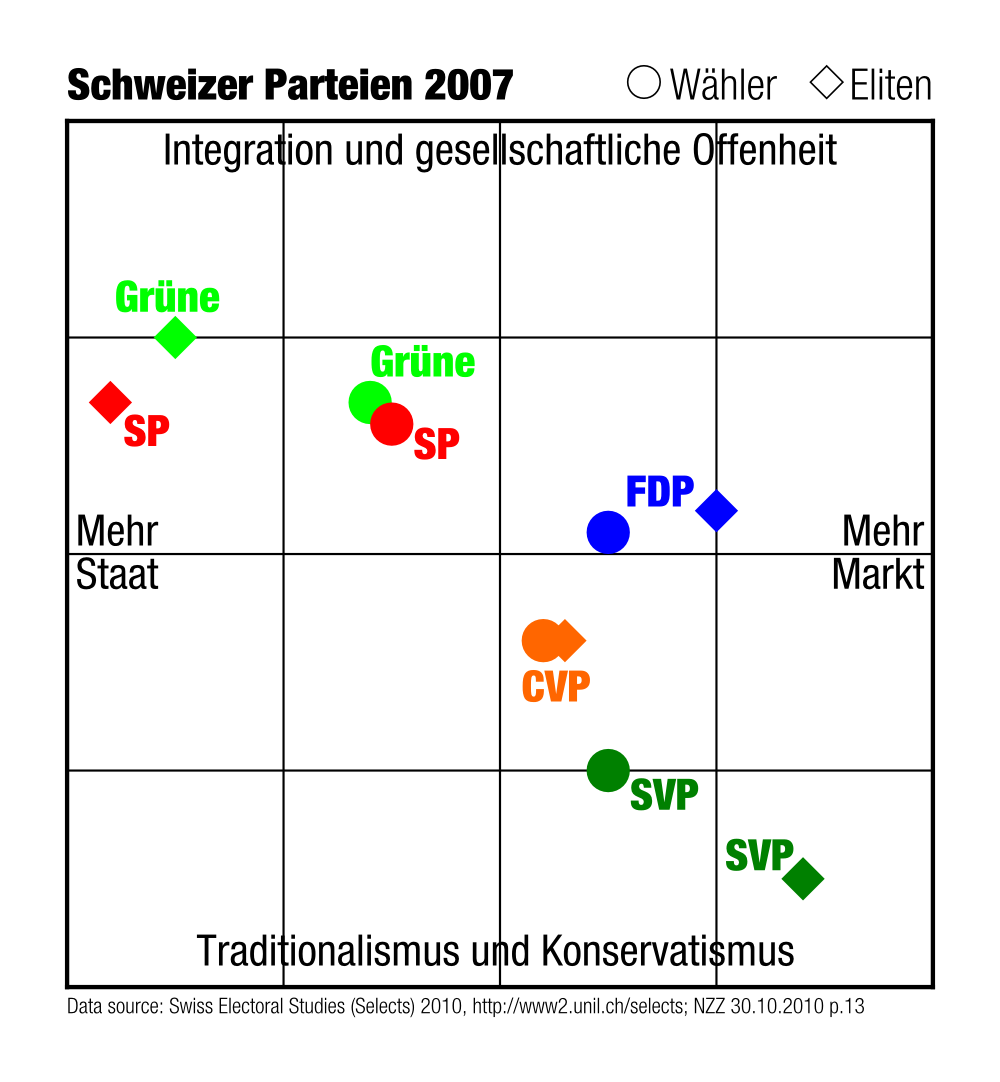
Die Position der (damaligen) FDP im politischen Spektrum der Schweiz, 2007

Parteistärke der FDP bei den Nationalratswahlen 2019

Seit der Regenerationszeit im 19. Jahrhundert existierten in vielen Kantonen verschiedene auf dem politischen Liberalismus basierende liberale, radikale und demokratische Bewegungen, welche zusammen die national dominierende «freisinnige Grossfamilie» bildeten. Auf nationaler Ebene können dabei grob die stärker zentralstaatlichen, antiklerikal und tendenziell linkeren «Radikalen» von den föderalistischeren und eher konservativeren «Liberalen» abgegrenzt werden. Der grösste Teil der «freisinnigen Grossfamilie» fand sich in der 1894 gegründeten Freisinnig-Demokratischen Partei der Schweiz (FDP) wieder. Die verbliebenen Liberalen und Liberalkonservativen gründeten 1913 die Liberale Partei der Schweiz (LPS). Diese konnte lediglich in den Kantonen Genf, Waadt, Neuenburg und Basel-Stadt die Zeit des Ersten Weltkriegs überleben.
Nach einem gescheiterten Expansionsversuch der Liberalen in den 1980er Jahren und schwindenden Wähleranteilen – bei den Schweizer Parlamentswahlen 2003 erreichte die LPS den Fraktionsstatus (mindestens fünf Sitze im Nationalrat) nicht mehr – bildeten die FDP und LPS eine gemeinsame FDP/LPS-Fraktion in der Bundesversammlung. 1983 besetzte die FDP in den Städten mit mehr als 100'000 Einwohnern 31 Prozent aller Exekutivmandate. Aufgrund gemeinsamer liberaler Ansichten beider Parteien und positiver Erfahrungen der Fraktionsgemeinschaft wurde 2005 der Parteiverbund Union der Freisinnigen und Liberalen gegründet, um den liberalen Pol in der Schweiz durch Kräftebündelung zu stärken. Um den Jahrtausendwechsel verlor auch die FDP erheblich Wähleranteile, zeitweise erreichte die grosse Mittepartei Christlichdemokratische Volkspartei (CVP) beinahe die Anteile der FDP. Aus diesen Gründen und aufgrund der inhaltlich ähnlichen Positionen entschlossen sich die FDP und die LPS im Oktober 2008 an einer gemeinsamen Delegiertenversammlung neben dem Bundeshaus in Bern zur Fusion mit dem Ziel, auf nationaler Ebene eine neue liberale Partei zu gründen. Am gleichen Ort, im Kultur Casino Bern, wurde der Fusionsvertrag im Februar 2009 durch die beiden Parteien genehmigt, damit wurde die gemeinsame Partei FDP.Die Liberalen rückwirkend per 1. Januar 2009 gegründet.

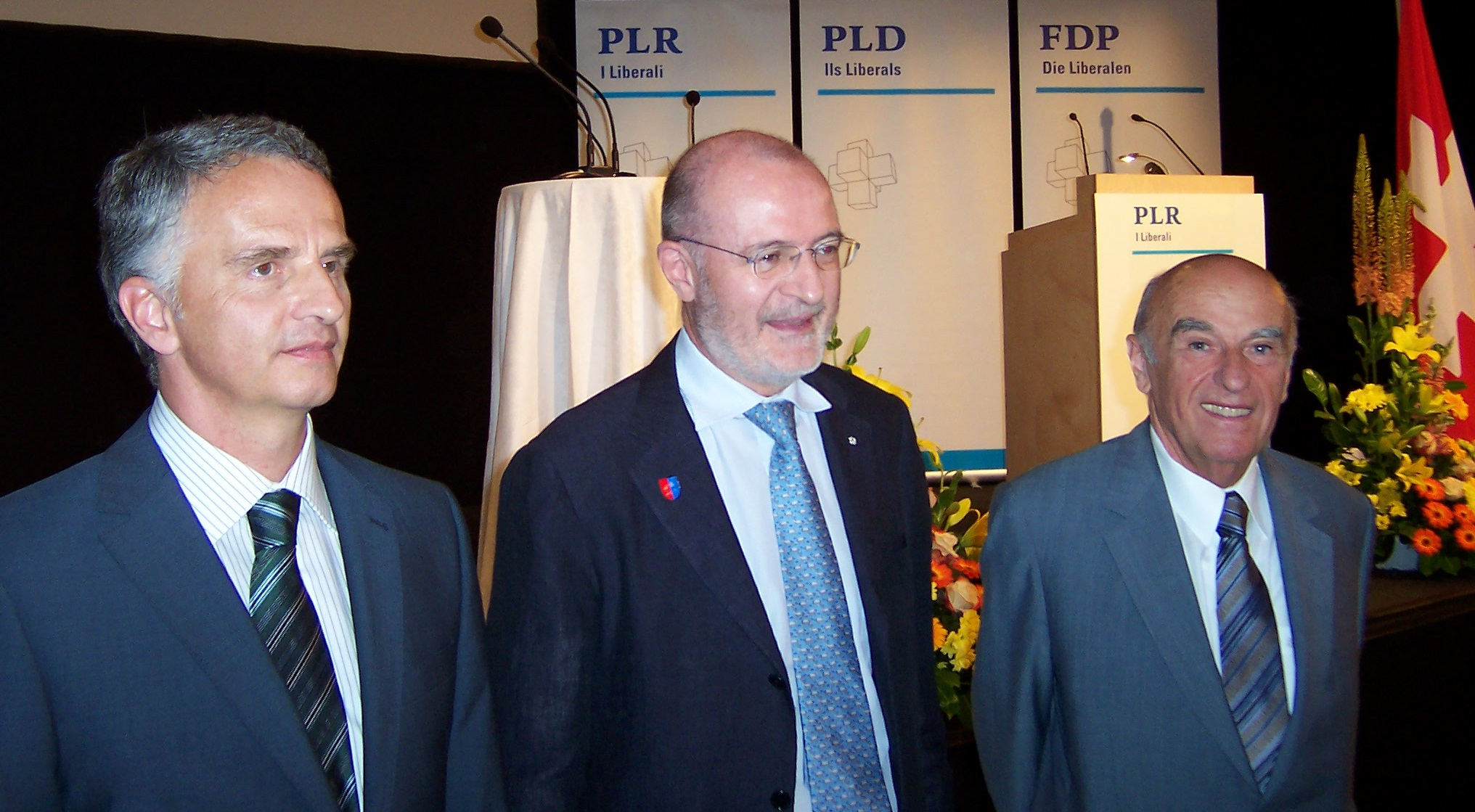
Bundesrat Didier Burkhalter, Gründungspräsident Fulvio Pelli und alt Bundesrat Hans-Rudolf Merz
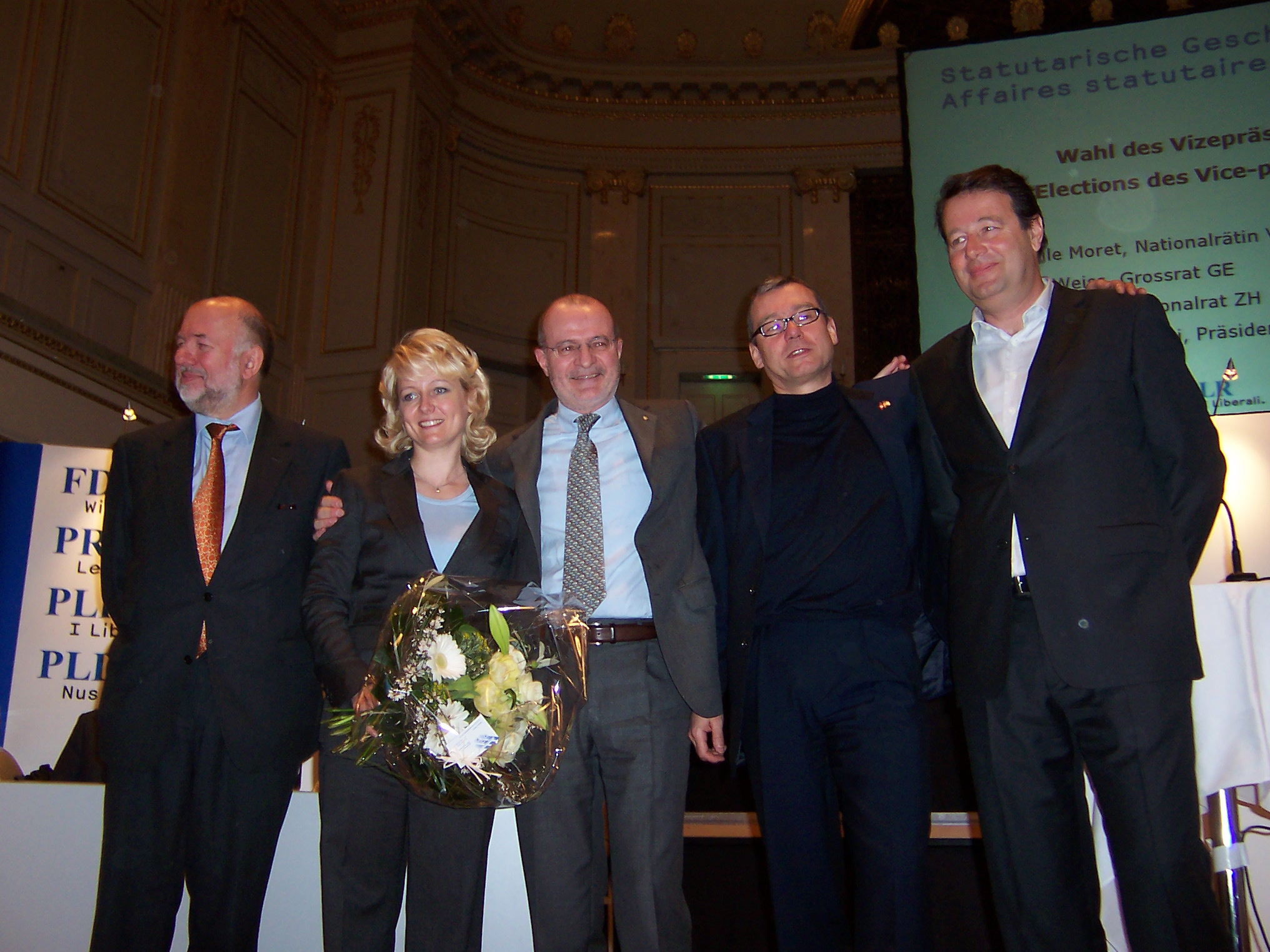
Gründungspräsidium, 25. Oktober 2008
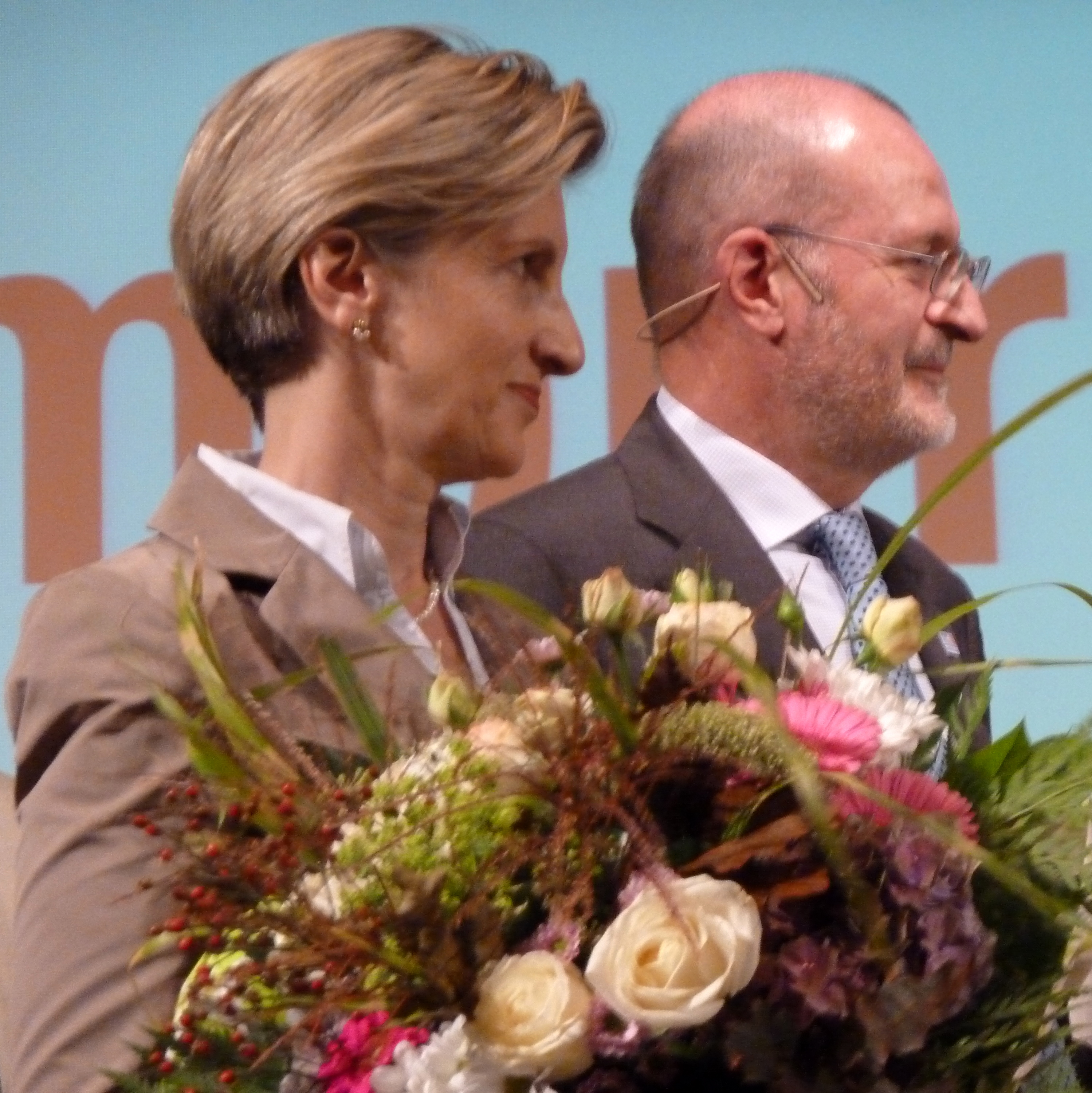
Gabi Huber und Fulvio Pelli, 2011
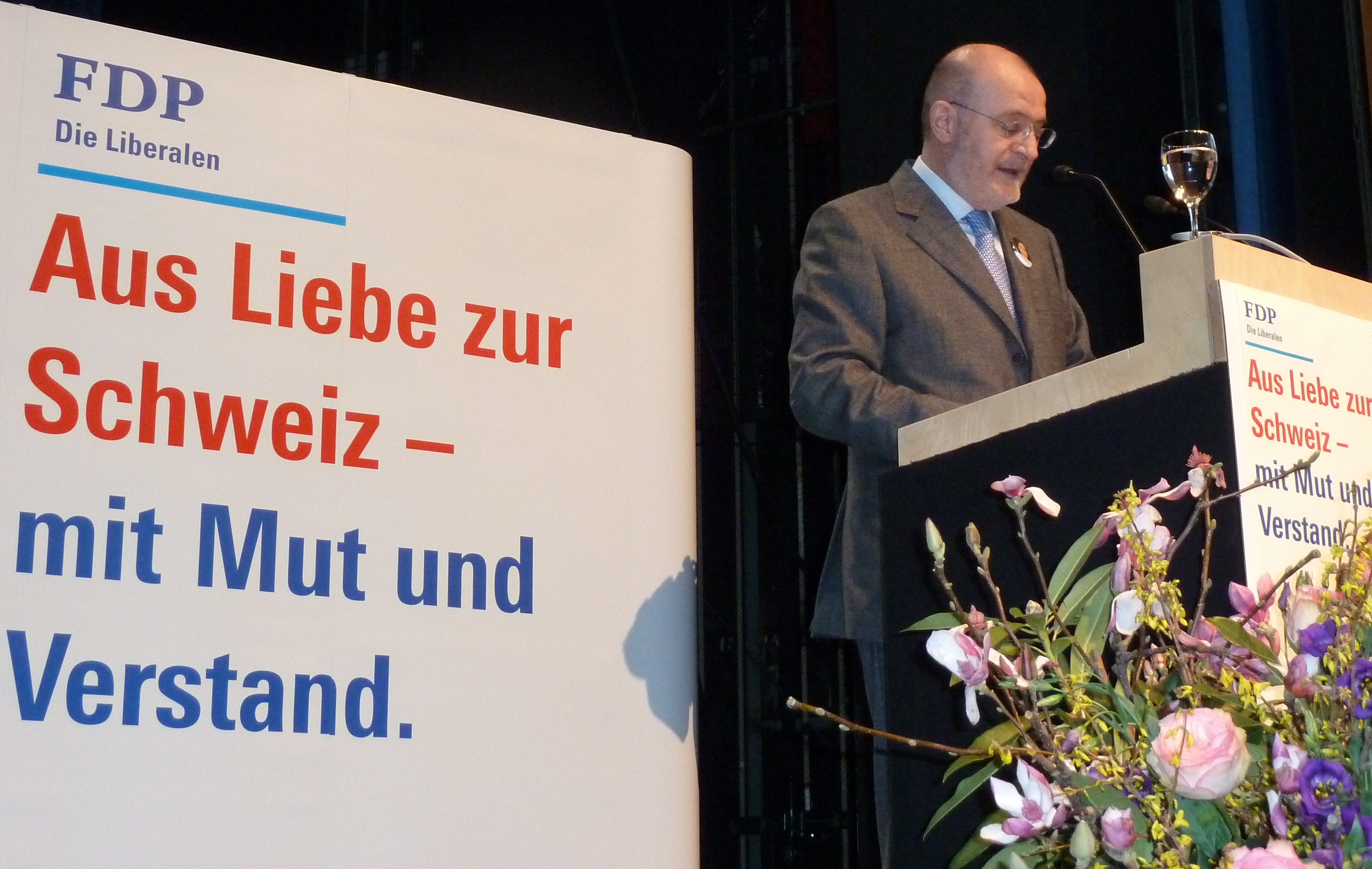
Fulvio Pelli am Rednerpult, 2011
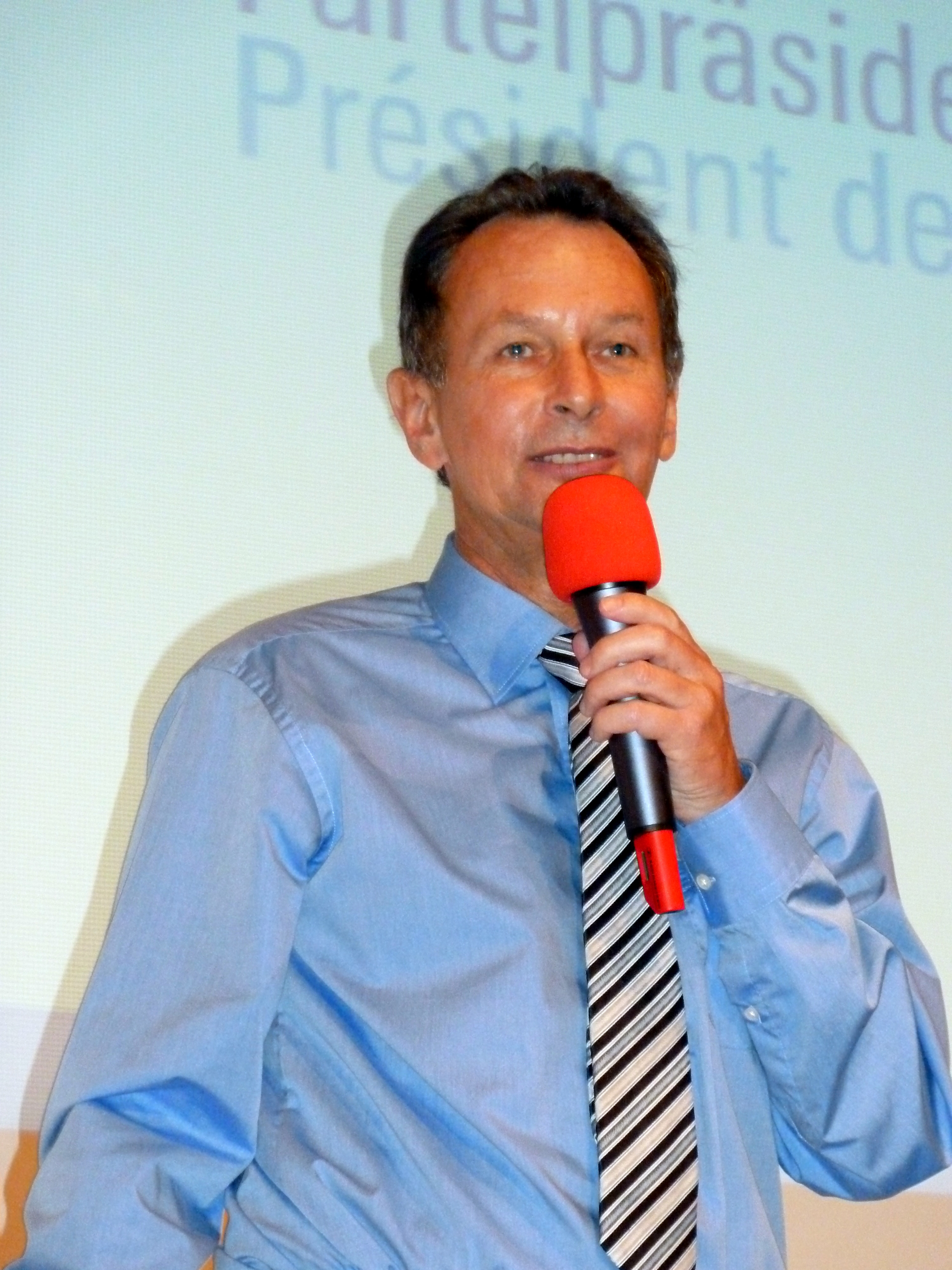
Philipp Müller vor Delegierten, 2012
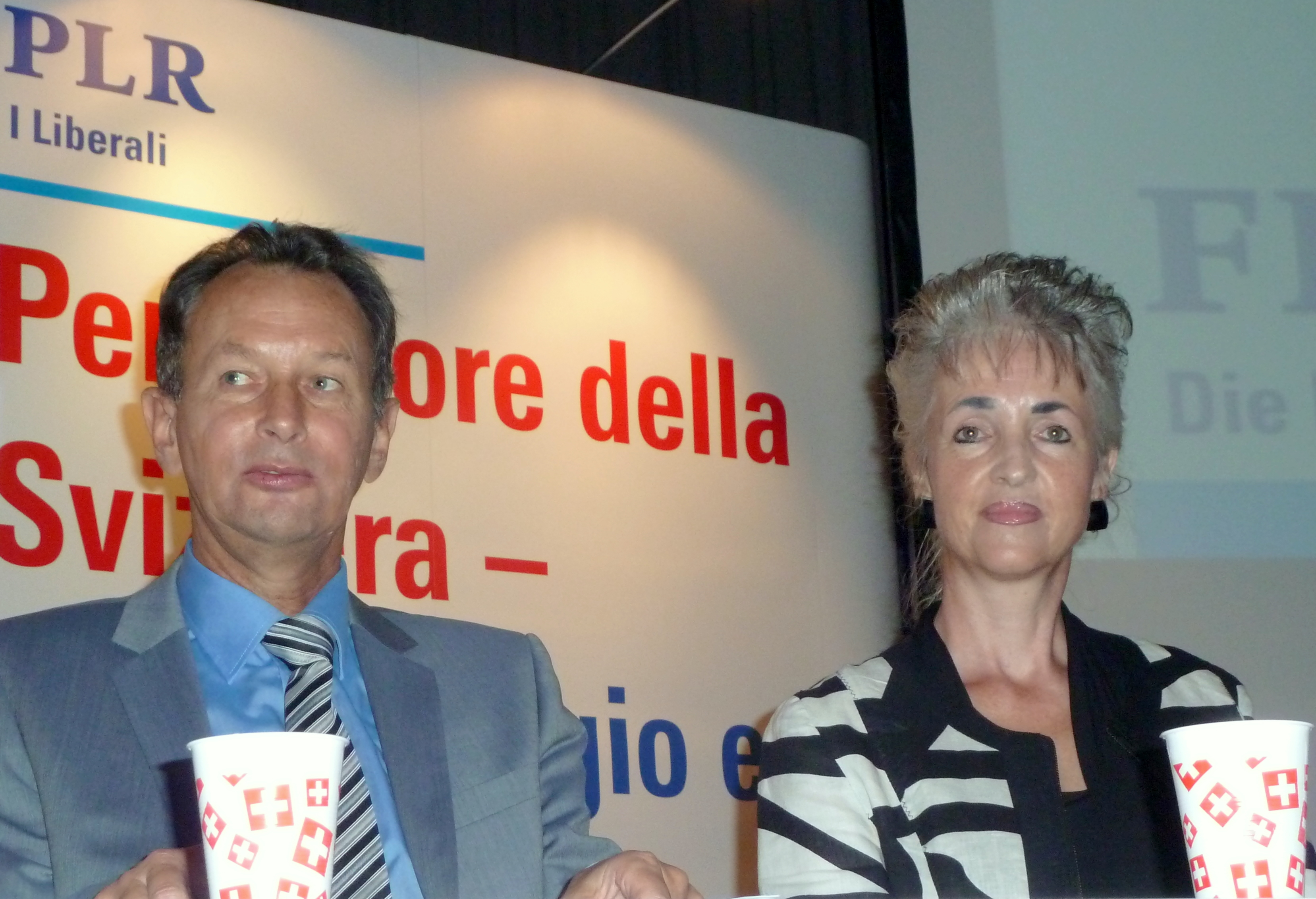
Philipp Müller und Carmen Walker Späh, 2012
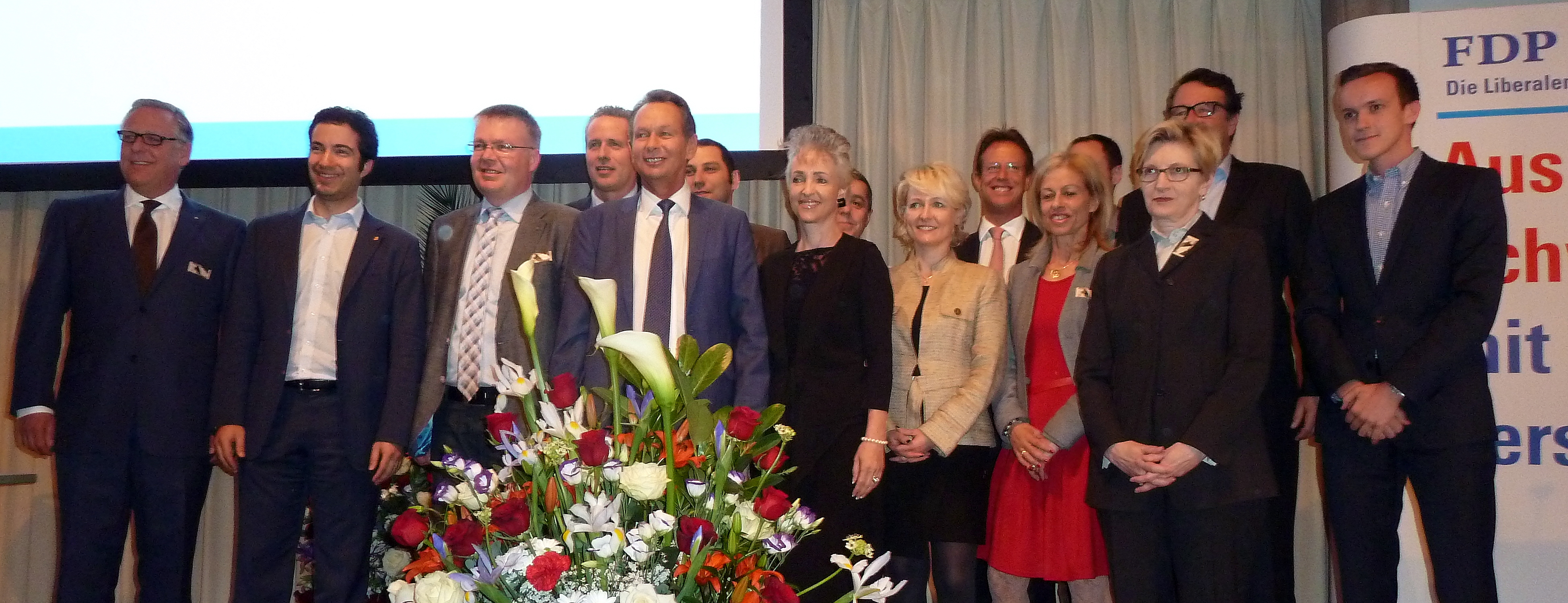
Parteivorstand, 2014
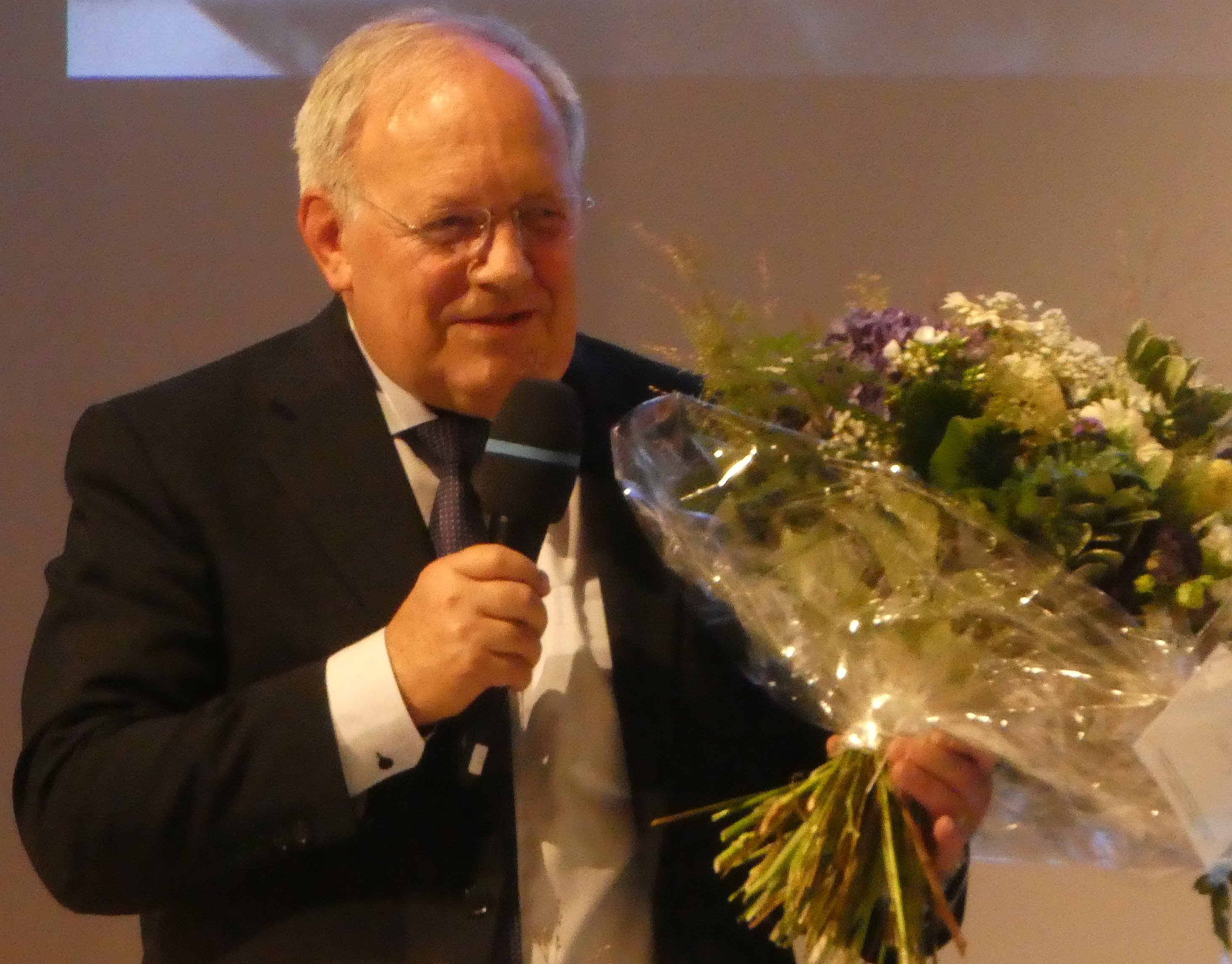
Bundesrat Schneider Ammann dankt für die Ehrung der FDP, 2018
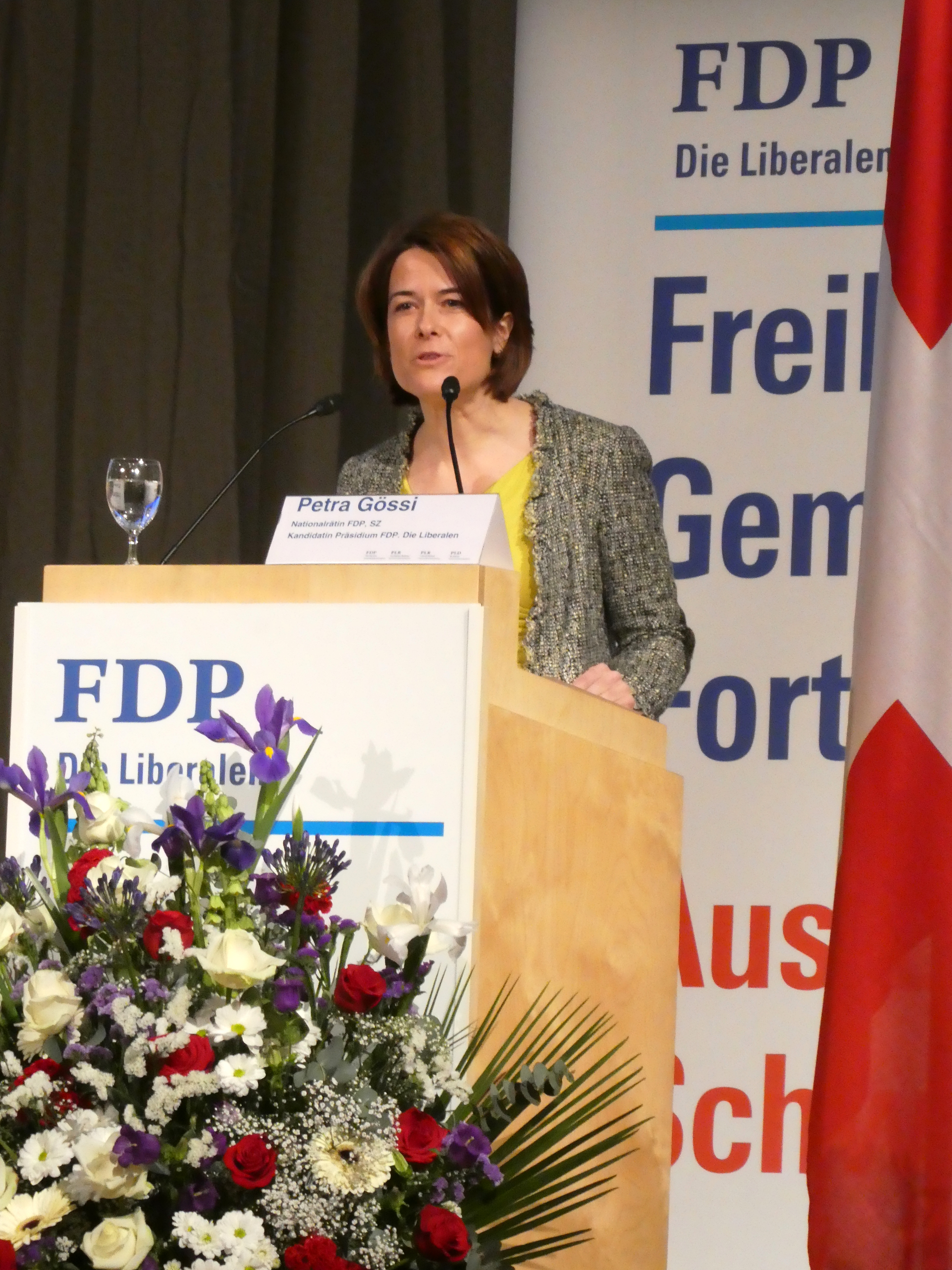
Petra Gössi bei ihrer Wahl als Parteipräsidentin, 2016
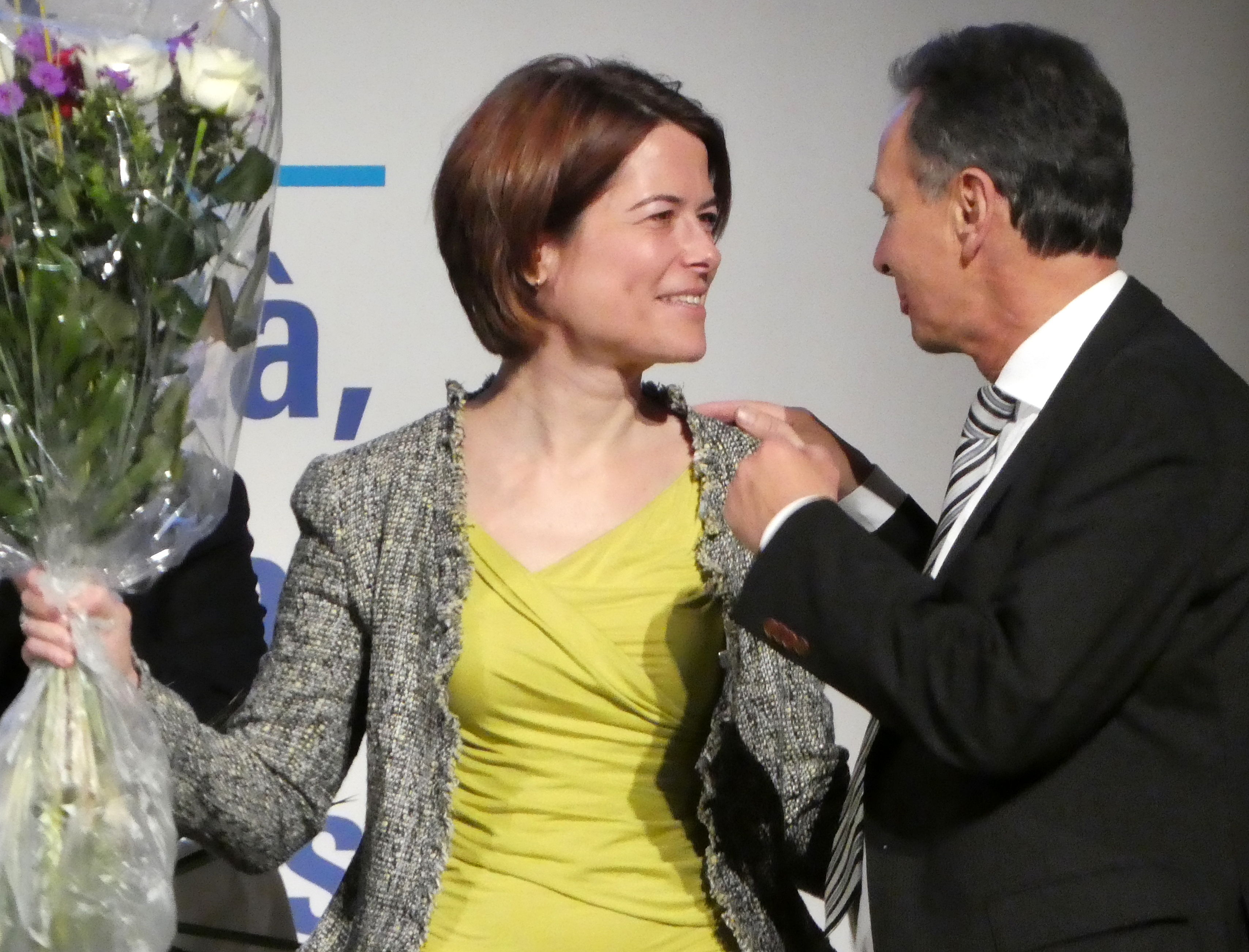
Petra Gössi übernimmt von Philipp Müller das Parteipräsidium, 2016
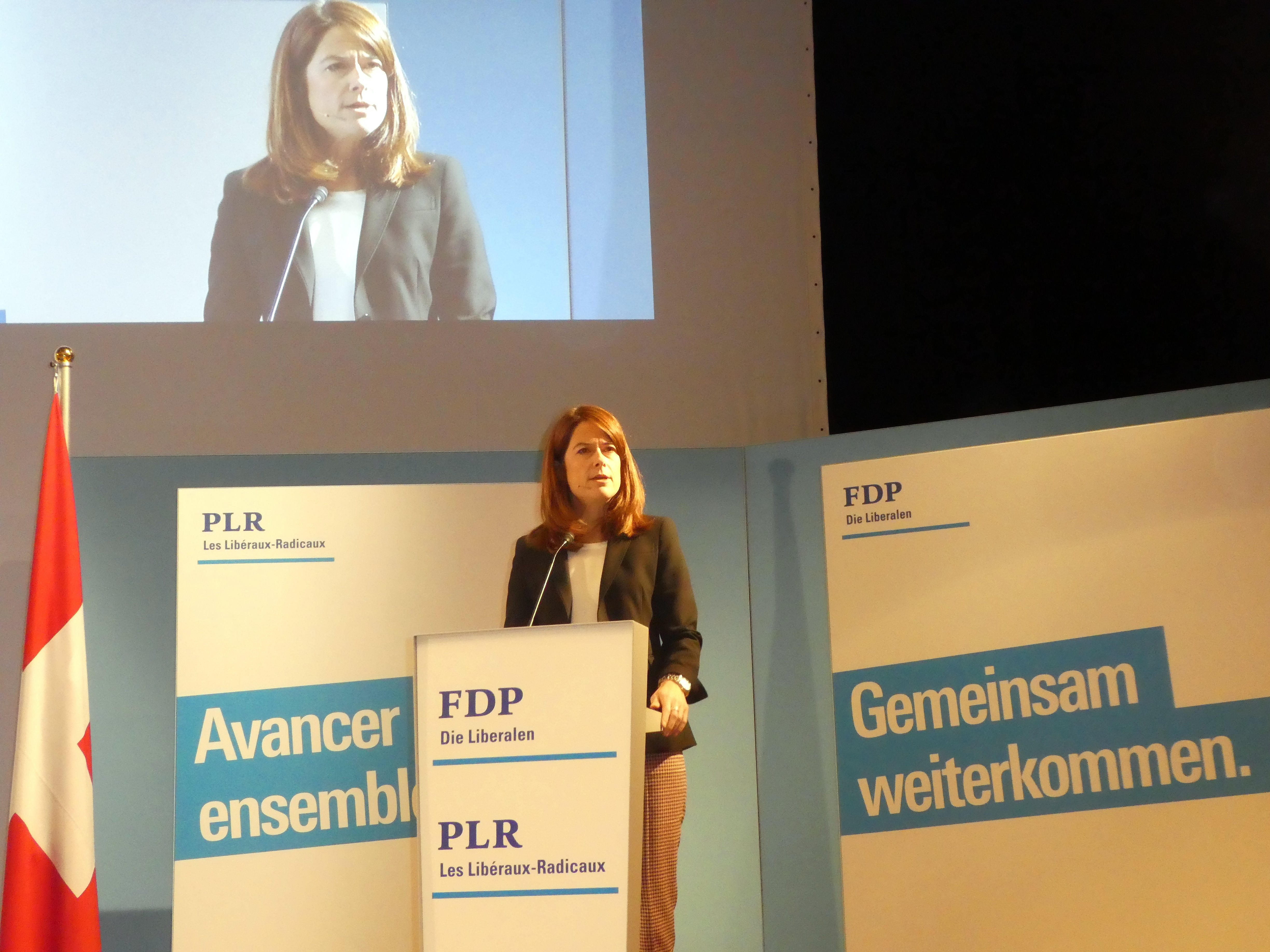
Präsidentin Gössi redet über Zukunftsvisionen, 2018
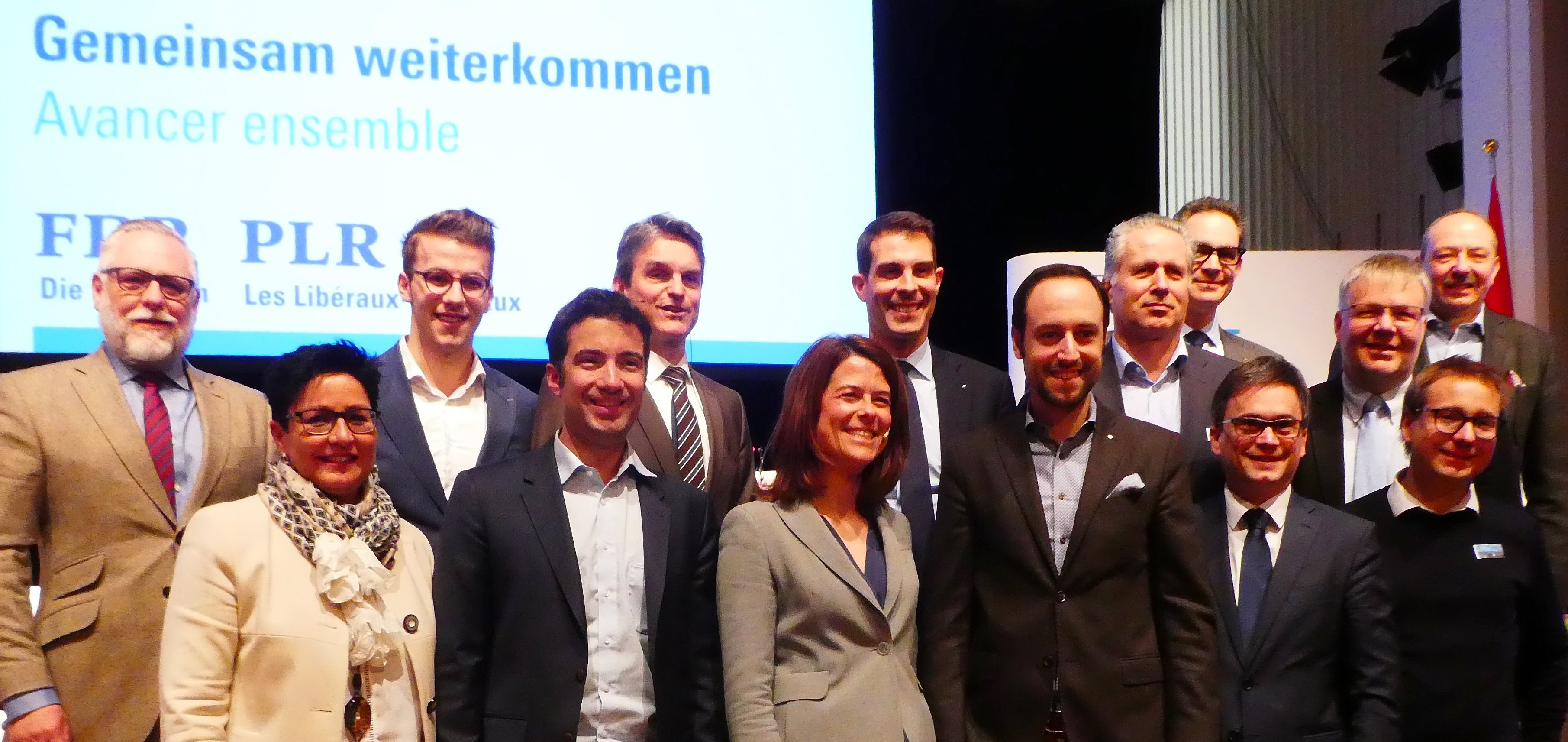
Parteivorstand (gewählte Mitglieder), 2018

### Wahlergebnisse
| Jahr | National- rat | Kantonsparlamente | Kantonsparlamente | Kantonsparlamente | Kantonsparlamente | Kantonsparlamente | Kantonsparlamente | Kantonsparlamente | Kantonsparlamente | Kantonsparlamente | Kantonsparlamente | Kantonsparlamente | Kantonsparlamente | Kantonsparlamente | Kantonsparlamente | Kantonsparlamente | Kantonsparlamente | Kantonsparlamente | Kantonsparlamente | Kantonsparlamente | Kantonsparlamente | Kantonsparlamente | Kantonsparlamente | Kantonsparlamente | Kantonsparlamente | Kantonsparlamente | Kantonsparlamente |
| Jahr | National- rat | ZH                | BE                | LU                | UR                | SZ                | OW                | NW                | GL                | ZG                | FR                | SO                | BS                | BL                | SH                | AR                | AI                | SG                | GR                | AG                | TG                | TI                | VD                | VS                | NE                | GE                | JU                |
| --- | ------------- | ----------------- | ----------------- | ----------------- | ----------------- | ----------------- | ----------------- | ----------------- | ----------------- | ----------------- | ----------------- | ----------------- | ----------------- | ----------------- | ----------------- | ----------------- | ----------------- | ----------------- | ----------------- | ----------------- | ----------------- | ----------------- | ----------------- | ----------------- | ----------------- | ----------------- | ----------------- |
| 2009 |               |                   |                   |                   |                   |                   |                   |                   |                   |                   |                   | 26,8              |                   |                   |                   |                   |                   |                   |                   | 15,4              |                   |                   |                   | 22,3              | 33,2              | 9,6a              |                   |
| 2010 |               |                   | 10,3              |                   |                   |                   | 17,9              | 27,8              | 20,3              | 23,2              |                   |                   |                   |                   |                   |                   |                   |                   | *                 |                   |                   |                   |                   |                   |                   |                   | 14,5              |
| 2011 | 15,1          | 12,9              |                   | 18,9              |                   |                   |                   |                   |                   |                   | 15,3              |                   |                   | 15,2              |                   | 33,8              | *                 |                   |                   |                   |                   | 25,2              |                   |                   |                   |                   |                   |
| 2012 |               |                   |                   |                   | 20,3              | 22,8              |                   |                   |                   |                   |                   |                   | 11,1a             |                   | 18,9              |                   |                   | 18,4              |                   | 15,4              | 14,2              |                   | 24,2a             |                   |                   |                   |                   |
| 2013 |               |                   |                   |                   |                   |                   |                   |                   |                   |                   |                   | 24,8              |                   |                   |                   |                   |                   |                   |                   |                   |                   |                   |                   | 21,6              | 28,7              | 22,4              |                   |
| 2014 |               |                   | 10,7              |                   |                   |                   | 17,0              | 24,2              | 19,5              | 22,1              |                   |                   |                   |                   |                   |                   |                   |                   | *                 |                   |                   |                   |                   |                   |                   |                   |                   |
| 2015 | 16,4          | 17,3              |                   | 21,0              |                   |                   |                   |                   |                   |                   |                   |                   |                   | 19,0              |                   | 35,5              | *                 |                   |                   |                   |                   | 26,7              |                   |                   |                   |                   | 15,4              |
| 2016 |               |                   |                   |                   | 26,9              | 21,6              |                   |                   |                   |                   | 18,2              |                   | 9,2a              |                   | 15,5              |                   |                   | 20,3              |                   | 16,0              | 15,6              |                   |                   |                   |                   |                   |                   |
| 2017 |               |                   |                   |                   |                   |                   |                   |                   |                   |                   |                   | 24,6              |                   |                   |                   |                   |                   |                   |                   |                   |                   |                   | 33,1              | 20,2              | 33,4              |                   |                   |
| 2018 |               |                   | 11,7              |                   |                   |                   | 17,2              | 28,0              | 18,4              | 20,9              |                   |                   |                   |                   |                   |                   |                   |                   | *                 |                   |                   |                   |                   |                   |                   | 25,2              |                   |
| 2019 | 15,1          | 15,7              |                   | 19,6              |                   |                   |                   |                   |                   |                   |                   |                   |                   | 17,0              |                   | 36,7              | *                 |                   |                   |                   |                   | 25,3              |                   |                   |                   |                   |                   |
| 2020 |               |                   |                   |                   | 21,1              | 20,2              |                   |                   |                   |                   |                   |                   | 8,4a              |                   | 14,1              |                   |                   | 18,3              |                   | 14,8              | 13,7              |                   |                   |                   |                   |                   | 13,5              |
| 2021 |               |                   |                   |                   |                   |                   |                   |                   |                   |                   | 19,8              | 23,2              |                   |                   |                   |                   |                   |                   |                   |                   |                   |                   |                   | 19,7              | 29,9              |                   |                   |
| 2022 |               |                   | 11,3              |                   |                   |                   | 18,0              | 26,3              | 19,2              | 21,9              |                   |                   |                   |                   |                   |                   |                   |                   | 22,0              |                   |                   |                   | 31,3              |                   |                   |                   |                   |
| 2023 | 14,3          | 15,9              |                   | 17,9              |                   |                   |                   |                   |                   |                   |                   |                   |                   | 18,0              |                   | 33,1              | *                 |                   |                   |                   |                   | 23,8              |                   |                   |                   | 19,0              |                   |
| 2024 |               |                   |                   |                   | 17,8              | 18,8              |                   |                   |                   |                   |                   |                   | 7,9               |                   | 15,1a             |                   |                   | 15,7              |                   | 15,3              | 12,7              |                   |                   |                   |                   |                   |                   |
| 2025 |               |                   |                   |                   |                   |                   |                   |                   |                   |                   |                   | …                 |                   |                   |                   |                   |                   |                   |                   |                   |                   |                   |                   | …                 | …                 |                   | …                 |
| Legende: * – Landsgemeinde oder Majorzwahlen/Gemeindeversammlungen in mehreren/allen Wahlkreisen; … – zuk. Wahlen im laufenden Jahr; a Die LPS trat mit eigener Liste an (nicht mitgezählt); Wahlergebnisse in Prozent; Quelle: |               |                   |                   |                   |                   |                   |                   |                   |                   |                   |                   |                   |                   |                   |                   |                   |                   |                   |                   |                   |                   |                   |                   |                   |                   |                   |                   |

### Parteipräsidenten, Generalsekretäre, Fraktionspräsidenten
Präsidenten der FDP.Die Liberalen
- 2009–2012: Fulvio Pelli, Tessin, Gründungspräsident
- 2012–2016: Philipp Müller, Aargau
- 2016–2021: Petra Gössi, Schwyz
- seit 2021:    Thierry Burkart, Aargau

Präsidenten der Vorgängerparteien: siehe Freisinnig-Demokratische Partei der Schweiz (1894–2008) und Liberale Partei der Schweiz (1913–2008)
Generalsekretäre der FDP.Die Liberalen
- 2009–2014: Stefan Brupbacher, Zürich
- 2014–2020: Samuel Lanz, Basel
- 2020–2021: Fanny Noghero, Neuenburg
- seit 2022:    Jon Albert Fanzun, Graubünden
- ab 1. Juli 2024: Jonas Projer, Zürich[1]

Fraktionspräsidenten der FDP.Die Liberalen
siehe FDP-Liberale Fraktion der Bundesversammlung (RL)

## Parteinahe Organisationen
- FDP.Die Liberalen Frauen, Frauenorganisation der Partei
- Jungfreisinnige Schweiz, Jugendorganisation der Partei

Von beiden Gruppierungen gibt es in den meisten Kantonen eigene Sektionen.
- FDP.Die Liberalen International, FDP-liberale Organisation von Auslandschweizern
- FDP.Die Liberalen Service Public, FDP-liberale Interessenvertretung in der öffentlichen Verwaltung
- Radigal, schwullesbische Fachgruppe der Partei
- Liberales Institut, für Erforschung und Verbreitung freiheitlicher Ideen
- Freunde der FDP, Förderverein von Führungskräften aus der Schweizer Wirtschaft
- Freisinniger Förderverein für Unterstützung von liberalen Werten
- Liberale Aktion, liberale Interessenvertretung des Mittelstandes und der KMU
- Aktion liberaler Aufbruch, Organisation für Förderung und Verbreitung des liberalen Gedankenguts in der Schweiz
- Avenir Suisse, Denkfabrik für liberale Wirtschafts- und Gesellschaftspolitik
- SuccèSuisse, für eine liberale Wirtschaftsordnung – für eine erfolgreiche Schweiz

Alle 12 Organisationen sind von der FDP.Die Liberalen sowohl in organisatorischer als auch in juristischer Hinsicht unabhängig, stehen ihr jedoch politisch nahe.

## Internationale liberale Parteien
- Allianz der Liberalen und Demokraten für Europa (ALDE). Die FDP.Die Liberalen ist Mitglied der ALDE.
- Liberale Internationale (LI). Die FDP.Die Liberalen wurde im November 2015 Beobachter der LI,[52][53] seit Mai 2017 ist sie Vollmitglied. Die Freisinnig-Demokratische Partei und die Liberale Partei waren bis zu ihrer Fusion (2009) Vollmitglieder.

## Kommunikationsorgane

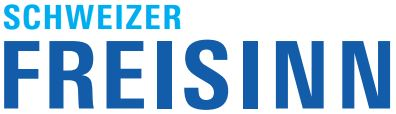
Logo des «Schweizer Freisinn»

- Schweizer Freisinn, Offizielles Presseorgan der FDP.Die Liberalen (bis 2009 der Freisinnig Demokratischen Partei), erscheint seit 2001, sechs Mal jährlich in 70'000 Exemplaren.
- Baselbieter Post, Presseorgan der FDP Baselland, seit 1950, erscheint vierteljährlich. Andere FDP-Kantonalzeitschiften in Kopfblattsystem mit eigenem Titel und Kantonalteil sowie einem Teil des Schweizer Freisinns erscheinen sechs Mal jährlich.
- Liberal, Zeitschrift der Liberal-Demokratischen Partei (Basel), erscheint sechs Mal jährlich in 2'500 Exemplaren (ISSN 1660-2544).

Siehe auch: Freisinnige Presse (1922–2009)